# 송시열
송시열(宋時烈, 1607년 12월 30일(음력 11월 12일)~ 1689년 7월 19일(음력 6월 3일))은 조선의 문신 겸 성리학자였다. 성리학의 대가이자, 송자(宋子)라고 존칭 받은 대학자(문신, 성리학자, 철학자, 사상가, 정치인, 시인, 서예가, 교육자, 작가)로 당색은 서인, 분당 후에는 노론의 영수였다. 본관은 은진(恩津)이다. 이언적, 이이, 이황, 김집, 박세채와 함께 학자로서 최고 영예인 문묘에 배향 되었고 사후에는 신하로서의 최고 영예인 종묘에도 함께 종사 되었으니, 은진송씨는 6대 국반(國班) 중 하나이다.

## 이력
자는 영보(英甫), 아명은 송성뢰(宋聖賚)·송성래(宋聖來), 호는 우암(尤庵)·우재(尤齋)·교산노부(橋山老夫)·남간노수(南澗老叟)·화양동주(華陽洞主)·화양부자(華陽夫子), 시호는 문정(文正)이다. 효종, 현종 두 국왕의 왕자 시절 가르친 스승이었으며 대로(大老), 송자(宋子), 송부자(宋夫子) 등으로 존칭 되었다. 1633년(인조 10) 경릉참봉으로 출사하여 대군사부, 진선, 장령, 찬선, 세자사부, 이조판서, 의정부좌의정, 우의정, 영중추부사 겸 영경연사, 행판중추부사, 영중추부사 겸 영경연사에 이르렀다.
예송 관련 논쟁 때 그는 주자가례에 의하여 효종이 인조의 차남이었으므로, 계모인 자의대비(장렬왕후)는 차남의 예에 따라 상복은 기년복을 입어야 된다고 하였다가, 남인 측의 시비에 의해 논쟁이 불거지게 되었다. 당초 1차 예송 관련 논쟁에서 송시열은 학문적 명성이 높았기 때문에 당시 예조 관리들의 예법에 대한 자문을 받아서 그에 대해 학문적 자문을 한 것이었으나, 붕당인 남인들에 의해 예송 관련 논쟁으로 번지게 되었던 것이다. 
송시열의 기년복은 장자인 소현세자와 그 후손(자손들)의 정통성을 인정하며 소현세자가 요절하였지만 장남과 자녀들이 살아있었는데 소현세자의 자녀들이 아닌 동생에게 왕통이 계승된 것에 대한 예법적 의견이었다.
아무리 소현세자가 갑자기 서거(승하)했어도 세자에게 장남과 더불어 자녀들이 살아 있었으니 동생에게 왕권이 간 것은 예법에 의하면 비정상적인 승계였다.
그러나 허목과 윤휴의 3년복 주장은 장자인 소현세자의 정통성을 부정하는 것이었으며, 윤선도는 그의 본심이 효종의 정통성을 부정하려는 의도라 비난하였고, 허목이 그의 사사(賜死)를 주장하면서 당쟁으로 번져 결국 남인과는 적대하게 된다. 송시열은 윤선도와 함께 효종과 현종을 가르쳤으나 결국 송시열은 승승장구했지만 오히려 윤선도는 한직에 머물렀으므로 이는 갈등의 불씨가 되기도 했다.
예송 관련 논쟁 당시 송준길, 김수항과 함께 서인의 영수였으며, 기사환국으로 덕원부, 거제도 등의 유배지를 전전하다가 제주도에 유배됐으나 그를 평소 존경하던 정조가 그를 성인(聖人)으로 추숭하여 송자, 송부자(宋夫子)로 격상되고, 국가의 스승으로 추대되었다.
서인 성리학파의 종주로 송시열 역시 수많은 문하생을 배출하여 이단하, 윤증, 민정중, 민유중, 김기하, 권상하, 이여, 정호 등을 길러냈다. 윤선거, 윤선도, 윤휴 등과 친구가 되어 교류하였으나 남인들에 의해 발생한 예송논쟁 이후에는 척을 지는 관계가 되었다. 
조선의 근본인 유학과 성리학의 정신적 지주로서 정조 때는 국가적 차원에서 국가의 스승인 송자로 격상되었고 송시열이 남긴 유고들은 역사상 가장 방대한 문집인 송자대전(宋子大全)으로 간행되었다. 한국의 유학자 가운데 도통을 이은 성인을 의미하는 자(子) 칭호를 받은 유일한 인물로, 이는 1787년(정조 11년) 정조가 《송자대전》을 편찬함에 따라 국가적으로 공인되었다. 
이로써 송자는 동양 철학의 본류인 유학의 시조 공자와 유학을 성리학으로 발전시킨 주자를 계승하여 조선 유학과 성리학을 집대성했음은 물론 심오한 동양 철학의 체계를 최종적으로 정립한 역사적인 인물로 자리매김하게 되었다. 특히 송시열은 조선왕조실록에 3,000회 이상 등장한 인물이자 조선이 배출한 최고의 대학자로 임진왜란, 병자호란으로 피폐해진 조선이 국난을 극복하고 조선 고유의 찬란한 문화를 꽃피운 진경시대를 여는데 이론적 배경과 방향타를 제시한 정치 사상가이자, 조선에서 가장 영향력있는 학문인 주자학의 대표적 인물로 평가받고 있다.

## 생애

### 생애 초기

#### 출생과 가계

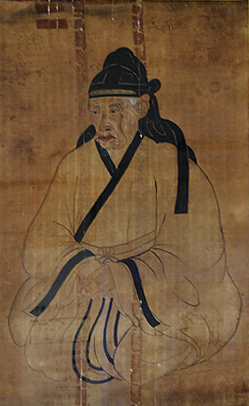
아버지 송갑조

우암 송시열은 1607년 12월 30일(선조 40년 음력 11월 12일)에 지금의 충청북도 옥천군 구룡리(九龍里)의 외갓집에서 사옹원 주부를 지낸 은진 송씨 송갑조와 곽자방의 딸인 선산곽씨 부인의 아들로 태어났다. 어머니인 곽씨 부인은 밝은 달과 같은 구슬을 삼키는 태몽을 얻어 그를 잉태했다고 한다. 
또한 아버지 송갑조도 송시열이 나기 전날 밤에 마침 종가에 제사를 모시러 청산 땅에 머물고 있었는데, 한밤중에 홀연히 공자가 여러 제자를 거느리고 나타나서 그 중의 한 제자를 가리키며 "이 아이를 그대에게 보내니 잘 가르치시오."라고 말한 뒤 사라지는 꿈을 꿨다고 한다. 송갑조는 송시열이 태어난 이후 꿈에 공자와 그의 제자들을 보았다 하여 "이 아이는 성인이 주신 아들이다." 라고 하여 성인이 왔다는 뜻의 성뢰(聖賚), 성래(聖來)라는 이름의 아명을 지어줬다. 후에 시열(時烈)로 고쳤다.

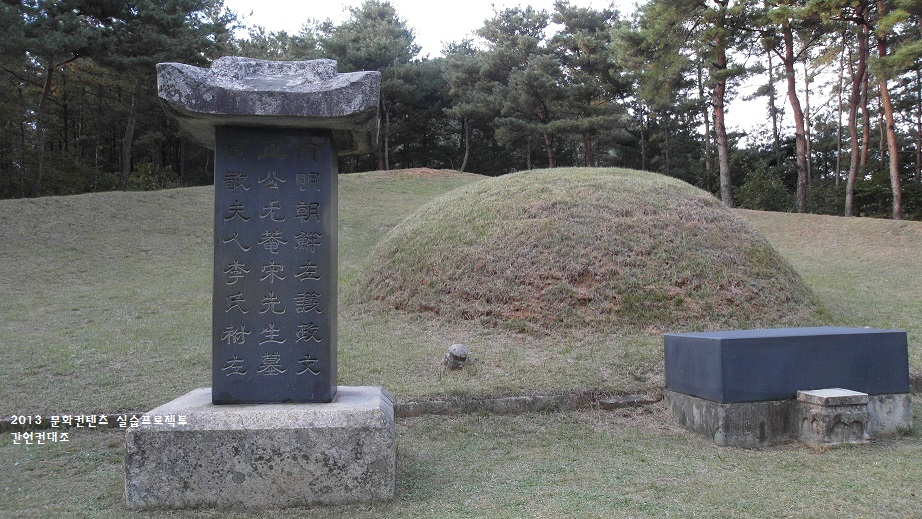
송시열 묘와 묘비

#### 유년기와 소년기
충청도 옥천군에서 출생하였으며 지난날 한때 충청도 논산군에서 잠시 유아기를 보낸 적이 있는 우암 송시열은 3세 때에 혼자서 이미 글자를 깨우쳤으며, 기억력이 좋고 암기가 능하였으며 5세 무렵에는 스스로 글을 쓰기 시작하였다. 7세 때에는 그의 두 형이 읽은 글을 받아 적을 줄 알았다고 한다. 기억력이 비상하였으며 어려서부터 독서를 좋아하였다. 8세에 친척인 송이창의 제자가 되어 친척이자 첫 스승 송이창의 아들인 송준길의 집에서 함께 공부하게 되어 훗날 양송(兩宋)으로 불리는 특별한 교분을 맺게 되었다. 
옥천에는 신령스럽고 괴이한 무당이 있었는데, 그가 무당이 살던 곳을 지날때면 떠들어대는 일을 하지 못하고 그를 피하였다. 그러면서 무당이 하는 말이 "이 도련님이 오시면 귀신이 바로 내리지 않는다" 라고 했다 한다. 이후 사람들은 그를 더욱 신통하게 보게 되었다.
그후 장성하여 덕사(李德泗)의 딸 한산이씨와 혼인했다. 이덕사는 이덕렴의 동생이고 이덕렴은 곽자방의 사위이니 송시열은 자신의 이모부 이덕렴에게 질여서(조카사위)도 된다. 12세 때에 아버지 송갑조로부터 이이의 격몽요결을 배웠다.

### 수학과 학문 연구

#### 청소년기

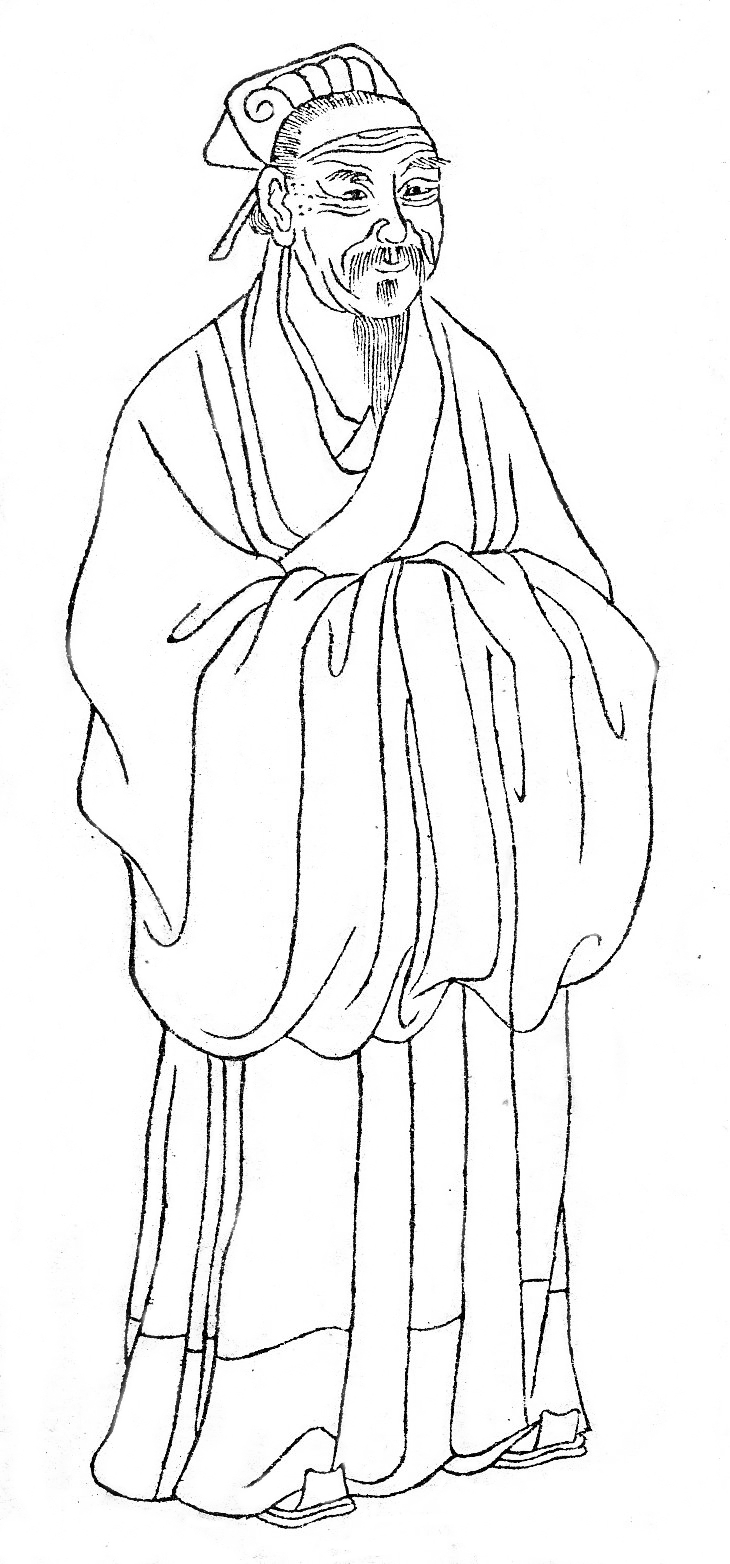
평생 경모하였던 송나라의 대유학자 주자

아버지 송갑조는 광해군 집권 이후 인목대비 폐모론이 나왔으나 그는 관직에 있지 않음에도 홀로 의리를 지켜 1618년 서궁(西宮)에 유폐된 인목대비(仁穆大妃)를 찾아가 사은숙배한 후 안부를 묻는 등 이이첨, 정인홍의 폐모론에 항거하였다. 그러나 1618년말 인목대비가 유폐된 서궁을 출입하다가 발각되어 금고(禁錮)되어 낙향한다.
1618년 삭직되고 금고당한 아버지 송갑조로부터 《격몽요결》·《기묘록(己卯錄)》 등을 배웠다. 이때 부친은 우암에게 “주자(朱子)는 후세의 공자이고 율곡(栗谷)은 후세의 주자이니, 공자를 배우려면 마땅히 율곡으로부터 시작해야 한다.”고 격려하면서, 주자, 이이(李珥), 조광조, 김시습 등의 절의를 교훈삼아 본받도록 가르쳤다.
그 중 송시열은 주자의 성리학에 깊이 공감하였는데, 이후 그는 주자를 평생 사표로 받들고 성리학적 신념을 지켜나갔다.

#### 김장생, 김집의 문하생

스승 사계 김장생

송시열은 아버지 송갑조, 김장생, 그의 아들 김집 등을 비롯하여 당시의 유명한 학자들에게서 학문을 배웠고 김장생은 율곡 이이와 우계 성혼의 학통을 계승하였다. 숙질 간인 송준길과 함께 동문수학하였으며, 송준길 또한 뛰어나, 송시열과 당시 학문적으로 쌍벽을 이루었다.
훗날 율곡과 우계의 문묘종사 논쟁이 벌어지자 허목이 학통적으로 서인의 큰 스승이자 조선 성리학의 대학자인 율곡 이이를 유학자의 옷을 입은 불교 승려라고까지 비난했다. 율곡 이이를 문묘에 모시려 하는 논의에서 남인의 영수 허목은 율곡이 유학자가 아니라 유학자의 옷을 입은 불교 승려에 불과한데 승려를 어떻게 문묘에 종사하느냐며 강력히 반대했다. 
허목은 이후에도 지속적으로 이이를 불교의 승려라고 비난하여 서인의 큰 스승인 이이의 학통을 이은 서인들은 유학자가 아니라 승려 집단이라며 인신공격을 계속했다. 허목은 이이가 소싯적에 불경을 잠시 공부했던 것을 들어 승려라는 비난을 굽히지 않았고, 이는 송시열과 송준길을 비롯한 서인과 노론이 남인에 대한 악감정의 원인이 된다.
1625년(인조 3년) 송준길과 함께 김장생의 문하생이 되었으며, 그 해 송시열은 19세의 나이로 도사 이덕사의 딸 한산 이씨와 결혼했는데, 부인 한산이씨는 고려 문정공 목은 이색의 후손이다. 송시열은 김장생에게 《근사록(近思錄)》·《심경(心經)》·《가례(家禮)》 등을 배웠다. 
1631년 김장생이 작고하자 다시 그의 아들인 김집에게서 학문을 사사 받았다. 이 때 윤선거, 유계(兪棨), 윤휴, 이유태(李惟泰) 등을 만난다. 
이 때 만난 윤선거는 그의 친구였으나 병자호란을 계기로 관계가 악화된다. 윤휴는 당색을 넘어 친한 관계였으나 이후 예송논쟁으로 사이가 멀어진다. 이후 윤휴가 완전히 남인에 붙어서 그를 사형에 처하라는 윤선도, 허목을 편들면서 당쟁에 합류해 남인 붕당을 편들게 되자 둘 사이는 더 나빠지게 된다.
그는 성격이 직설적이고 솔직담백하였으며 꾸밈이 없었다. 또한 뒤에서 남의 흉허물을 하는 것을 상당히 불쾌하게 여겼고, 자신의 앞에서 타인의 흉허물을 보는 자를 질타하였다. 솔직하고 직설적인 그의 성격에 대해서 친구였던 윤선거는 그에게 참을 것을 권고하기도 했다. 한편, 자신의 친척이자 오랜 동문인 송준길과 오랜 우의를 다져나갔다. 송시열은 송준길을, 송준길은 송시열을 서로 각별히 챙겨주었다.

#### 청년기
한편 그는 1633년(인조 11년) 사마시에 응시하여 장원 급제하여 생원(生員)이 되었다. 바로 최명길의 천거로 경릉(敬陵) 참봉이 되었으나 한 달만에 사직하였고, 1635년(인조 13년) 대군사부(師傅)가 되어 봉림대군(효종)과 인평대군에게 학문을 가르쳤다. 
그가 대군사부가 될 무렵 윤선도 역시 세자시강원에 부임, 대군사부에 임명되어 이때 윤선도를 다시 만나게 된다. 윤선도 역시 재야에 있을 때 이이첨 일파의 난행을 규탄했고, 왕자의 사부였으며, 북벌론을 주창했으나 주목받지 못했다. 자신도 왕자의 사부 등을 하였음에도 중용 받지 못하고 송시열만 대우 받는걸 가지고 윤선도는 열등감과 함께 원망을 품게 된다.
1636년(인조 14년) 병자호란 때 봉림대군은 강화도로 피신했으며, 인조는 남한산성으로 피신하였다. 그는 청나라에 항복하는 것을 반대하였으나, 1637년 결국 청과 화의(和議)가 성립되었다.

#### 학문 연구와 후학 양성

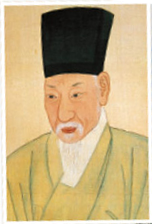
제자 명재 윤증
친구이자 동문인 윤선거의 아들인 그는 후일 그의 정적이 된다.

병자호란이 종결된 후 1637년 화의가 성립되고 소현세자와 봉림대군이 인질로 잡혀갔는데 그는 벼슬을 사직하고 낙향했다. 고향으로 내려가 학문 연구에만 전념했다. 
이후, 별제(別提), 용담 현령(龍潭縣令), 익위(翊衛), 지평(持平) 등에 임명되었지만 출사(出仕)하지 않고 모두 고사한 뒤 십여 년간 고향에 은거하며 강학(講學)과 교육, 독서, 학문 연구에 전념하였다. 그의 문하에서는 수많은 학자가 배출되어 문인으로 이단하, 윤증, 민정중, 민유중, 김기하, 권상하, 이여, 정호 등이 배출되었다.
첫째 딸은 대전 탄동에 사는 권유에게 시집보냈는데 권유는 우윤을 지낸 탄옹 권시의 아들이다. 송시열은 첫째 딸을 시집보내면서 계녀서(戒女書)를 써 주었다. 이후 다른 딸들과 조카딸, 손녀딸, 외손녀, 종질녀 등이 시집갈 때 혹은 결혼 이후에 손수 계녀서를 써서 보냈고, 이해하기 쉬우라고 당시 언문으로 천대받던 한글로 친히 써서 보냈다. 또한 사자소학과 사서삼경의 내용 중 핵심 부분을 한글로 정리하여 출가녀들에게 보내 사람으로서의 도리를 다할 것을 부탁하였다.

#### 김자점의 난과 북벌론
그 뒤 1649년(효종 1년) 인조의 뒤를 이어서 효종이 임금이 되자 부름을 받았다. 송시열은 곧 어명을 받들어 다시 사헌부 장령에 등용되었고, 세자시강원 진선(世子侍講院進善)을 거쳐 사헌부집의가 되어 정계에 진출하였다. 입대(入對)한 자리에서 13조목에 이르는 장문의 기축봉사(己丑封事)를 올려 자신의 정치적 소신을 개진하였다. 
이 중 9개조는 주자의 정유봉사(丁酉封事)의 조목을 인용한 것인데 그 중에 복수설치(復讐雪恥)의 대의를 담은 조목이 있다. 바로 “정사를 닦아 이적을 물리치라”(修政事以攘夷狄)는 조목은 존중화양이적(尊中華攘夷狄)의 춘추대의에 근거하고 있었다. 그러나 송준길의 상소로 서인 공서파(功西派)인 김자점(金自點)이 유배되자 위협을 느낀 당시 집권당인 서인 공서파(功西派)의 김자점의 일파가, 효종이 신진 사림(新進士林)을 등용하여 북벌을 꾀하려 한다고 청나라에 밀고를 하였다. 그에 따라 청나라에서 한성부에 사신을 보내 엄중 문책한 뒤, 조선의 실정을 파악하고 조선 조정에 압력을 가하게 된다. 당시 서인이었으나 청서파(淸西派)에 속한 그는 벼슬을 사직하고 다시 고향으로 내려갔다.
1650년 김자점과 일파가 숙청된 뒤 진선에 재임명되었으나, 1649년 대제학 조경(趙絅)이 찬술한 《장릉지문》(長陵誌文)에 따르면, 청나라 연호를 쓰지 않았다고 김자점이 청나라에 밀고함으로써 청나라의 압력을 받아 사직하고 또 다시 고향으로 내려갔다. 이후 다시 충주목사(忠州牧師)·집의 등에 임명되었으나 사양하고 학문 연구와 후학 양성에 전력하였다. 이때 김자점은 효종이 새 사람을 등용하여 장차 청나라에 항거하려 한다고 하자, 청나라는 국경 지대에 병력을 집결하고 사신을 보내 추궁하였고, 이에 송시열은 또 다시 사임하고 돌아갔다는 이야기도 있다.
윤휴가 유학에 이의를 제기하자 그는 반론을 제기하였으나 윤휴를 설득할 수 없었다. 1653년(효종 4년) 황산서원에서 '윤휴의 주장'에 대한 대책을 세우고자 윤선거 등과 만났다. 이 때 윤선거가 윤휴를 은근히 두둔하자 송시열은 불쾌감을 드러냈다. 과거 윤선거가 병자호란 때 동지들과 아내는 모두 순절하였으나 홀로 살아서 탈출한 것을 부끄럽게 여기던 그는 윤선거와 이후 친한 관계가 서먹해 졌고 황산서원에서의 토론은 별 다른 성과없이 끝나게 되었다.
1653년 다시 효종의 부름을 받아 출사하였고, 청나라에 대해 춘주대의를 지켜 바로 세워야 함을 역설하였다. 그해 3월에 충주 목사로 나갔다가 사직하였다. 1654년 사헌부집의(執義), 1655년 이조 참의 등에 연이어 임명되었으나, 모두 사양하였고 출사하지 않은 채 은둔 생활을 하며 송준길 등과 학문 연구와 후진 양성 및 저술 활동에 전념하였다. 1656년 윤 5월 스승 신독재 김집의 부고를 접하고 관직에서 사퇴하고 낙향하여 3개월간 상복을 입었다. 스승 김집의 상을 탈상한 뒤에야 다시 이조참의로 출사하였다.
1657년 찬선(贊善)에 임명되었으나 고사하고 그해 8월에 정유봉사(丁酉封事)를 올려 '시무 19조'를 건의하였다. 송시열은 〈정유봉사〉에서 효종이 염원하는 북벌을 도모하기 위해서는 양민이 우선이고, 기강을 진작해야 하며, 군주의 사치를 억제해야 함을 강조하였다. 5조에서 군정을 서두르지 말고 민심을 얻는 것을 우선으로 해야 할 것임을 지적하였다. 민심의 원고는 부역의 번거로움 때문이고, 이는 용도의 무절제함에서 말미암은 것이니 쓸데없는 경비를 옮겨 양병의 자본으로 삼으면 오랑캐를 극복할 수 있다면서, “오늘의 급선무는 백성을 돌보는 것이라고 하였다. 먼저 민생안정이 이루어지면 양병도 따라올 것이라는 의미이다. 14조에서는 “근본이 강하면 정신이 적을 대적할 수 있고, 강하지 않으면 재앙을 초래한다.”는 주자의 말을 인용하여, 기강이 해이함을 지적하였다. 특히 군율이 엄하지 않음을 지적하면서, 금위군이 교만하고 사나우며, 항상 도성에 모여 있어 매우 온편 사리에 맞고 원만하지 않음을 언급하였다. 
군주의 사치를 경계하는 부분은 여러 조항에서 보인다. 공주의 저택이 호사스러움을 지적하며, 이러한 일은 효종이 와신상담의 뜻은 없고 안일에 빠져 헤어나오지 못하는 것으로 비춰질 수 있는 문제이기 때문에 뜻 있는 자들의 맥이 풀려버릴 것을 걱정하며 군주의 반성을 촉구하였다. 또한 희빈, 공주들과 함께 풍성함과 사치를 즐기므로 아랫사람 단속을 강조하고 있다. 
이는 또 산림에 은둔한 현사로 하여금 전하께서 원대한 염려를 잊은 것으로 의심하게 되어 대궐에 나가고 싶어하지 않게 하는 이유가 된다고 하였다. 여기서 산림을 언급한 것은 바꾸어 말하면 효정의 ‘원대한 염려’를 도울 이는 바로 산림세력임을 의미하는 것이다. 결국 북벌의 추진에 조야의 도움을 받으려면 군주의 검소함이 우선되어야 한다는 것이다. 〈정유봉사〉에서 송시열은 〈기축봉사〉에서와 마찬가지로 춘추대일통을 강조하면서, 대통이 분명하지 못하면 인도가 어지럽고, 인도가 어지러우면 나라가 망할 것이라 염려하며, 효종의 재위에 대해 "황천이 전하에게 신성한 왕위를 부여해 주신 이유는 장차 왕리를 잡아 인심을 바루고 왕도를 밝혀 민극(백성의 중도)을 세우며, 사설을 배척하며 사추(선비의 추향)를 통일시키도록 한 것입니다"라고 의미를 부여하고, 공자 · 주자의 공을 이을 것을 주장하였다. 여기에서 드러난 송시열의 강조점은 ‘인심’과 ‘왕도’ 그리고 ‘사추’에 있다. 
효종의 재위는 양민하고 왕도정치를 하는 데에 그 의의가 있는 것이며, 선비를 추향함으로써 정통의 설을 바로 세우기 위함이라는 것이다. 효종의 통치로 왕도정치가 이루어져야 한다는 의미가 있음을 알 수 있다. 이것은 곧 사림정치의 도학 실천을 강조하는 것으로, 이러한 그의 생각은 북벌에 있어서도 성리학적 사상의 안에서 관념으로 흐르게 되는 것이다. 마지막 조에서는 “사욕을 극복하여 조정을 바로잡아야 하며, 회복에 뜻을 둔 자는 결코 손바닥을 치고 칼을 어루만지는 것에 뜻을 두지 않는다”고 한 〈기축봉사〉의 내용을 다시 언급하며 이를 재차 강조하고 있다. 또한 주자의 글속에 요순 · 공맹의 도가 담겨져 있음을 주장하며, “덕업을 높임으로써 황천이 크게 명한 마음과 선왕의 부탁한 뜻에 부응할 것”을 당부하였다. 즉 효종이 유념할 것은 군사력 강화가 아니라 군주의 마음을 바로잡는 것이니, 덕업을 쌓는데 매진하라는 것이다. 
1658년 다시 찬선에 등용, 이조 참의, 예조 참판에 임명되어 사양하였으나 특지(特旨)를 내리자 소명(召命)하여 상경하였다. 효종의 간곡한 부탁에 따라 이해 7월 6년 만에 다시 찬선에 임명되어 벼슬길에 나왔고, 9월에 특명으로 차헌대부 이조판서로 승진, 10월에 효종이 특별 선물로 그에게 초피(貂皮) 모자를 주었다. 그는 황송한 것이라며 차자를 올려 사양하였으나, 효종은 당상관에게 초피모자를 주는 전례를 들어 윤허하지 않았다. 이후 1659년에 절대적인 신임 속에 효종의 핵심적인 인물로 부상하였다.

##### 황산서원과 동학사 모임
윤휴는 학통적으로는 서인에게서 배웠고 성리학을 연구하는 유학자였으나, 유학과 성리학의 종주이자 큰 스승인 공자나 주자의 학설은 물론 서인의 스승격인 율곡 이이와 나중에 서인 학인들과 연을 끊고 남인에게로 가서도 퇴계 이황 마저도 자신만의 생각으로 해석해서 맞다고 여기는 방향대로 이해하고 가르치는 태도를 보였으며 더 나아가 오히려 공자나 주자와 대등한 입장에서 독자적으로 자신만의 주석을 다는 등 경전을 재해석하는 태도를 보였다. 
중용에 대한 주자의 주석에서 오류를 찾아냈다고 주장하던 윤휴는 자기가 새롭게 주석하여 제자들에게 새롭게 가르친다거나, 공자나 주자의 학설이라도 틀릴 수 있다며 자신만의 독자적인 해석을 하면서 "천하의 이치를 어찌 주자 혼자만 안단 말인가? 주자는 내 학설을 인정하지 않겠지만, 공자가 살아온다면 내 학설이 이길 것이다.", "공자라 할지라도 잘못된 것은 잘못되었다고 해야 한다. 내가 보기에 공자도 잘못된 것이 있다." 라고 하였다. 송시열은 윤휴에게 선현을 모독하는 행위라며 중단할 것을 촉구했으나 윤휴는 오히려 자신의 정당성을 주장했다.
송시열과 이유태는 이 문제를 두고 1653년 황산서원에서 동료 학인들을 모아서 토론했다. 여기에는 윤선거(尹宣擧), 권시, 유계(兪棨) 등이 참여하였다. 1653년(효종 4년) 윤7월 송시열은 윤선거, 유계 등 10여명의 저명한 서인 학자들(대전 부근 지역 출신)과 황산서원(黃山書院, 논산 강경)에 모여 시회(詩會)를 열었다. 윤선거는 윤휴를 두둔한 반면 송시열은 윤휴를 강하게 비판했다.
그러자 윤선거는 "우리는 경전의 깊은 뜻을 다 알지 못하오. 그러나 의리(義理)는 천하의 공물(公物)인데, 그대는 윤휴에게 못하게 함은 무엇 때문인고? 주자 이후에도 경전에 대하여 조금씩 주해한 것이 많이 있지 않는가." 라며 반박하였다. 윤선거의 반박에 송시열은 "주자가 논한 바는 그 이후 지금까지 한가지 이치라도 분명하지 않은 것이 없고, 한 글자라도 흐린 것이 없다. 
만일 여기에 의심이 있으면 주자의 글에 대하여 그 분명하지 않은 점을 객관적으로 지적하면 될 것이지 윤휴는 왜 학문적으로 제대로 맞지도 않은 자기만의 생각을 가지고서 마음대로 주자의 주석 일부를 지워 버리고 자기 주장을 대신 가르치며 내세우는가?" 라고 항변하자 윤선거는 "그것은 윤휴가 고명(高明)함이 지나쳐서 실수한 것이다." 라고 하니 송시열이 이에 반발하여 "그대는 공자나 주자가 윤휴만큼 고명하지 못하단 말인가?"  "윤휴가 도리어 공자나 주자보다 더 고명하단 말인가?'라며 따졌다. 이에 윤선거는 '내가 말한 '고명(高明)'이란 말은 실수이고, 윤휴가 주석 만든 것은 다만 경솔한 소치일 것이다'라며 두둔을 해오다가 태도를 바꿔 해명하니, 송시열은 이에 "내가 사문난적이라 한 것은 다른 것이 아니라 바로 그 경솔함을 지적한 것일 뿐이다. 
그대는 윤휴의 재주와 기지를 높게 평가하는데, 한나라의 역적들인 왕망, 동탁, 조조 같은 역적 무리도 재주는 좋았으니, 윤휴도 그들과 같이 재주만 믿고 학문을 어지럽히는 도적과 다를게 없지않은가? 그대도 그와 동조했으니, 이후에 만일 임금이 춘추대의(春秋大義)에 따라 죄를 다스릴 때에는 그 추종자를 먼저 치는 법인데, 그때 그대가 윤휴에 앞서 죄를 받을 것이다." 라고 강한 어조로 비판했다. 이에 수긍한 윤선거는 윤휴와 갈라설 것을 공식적으로 선언하였다.
그러나 윤선거는 계속 윤휴와 몰래 교제하였고, 송시열과 이유태 등은 계룡산 동학사에서 또 한차례 학인 동료들을 모아 토론하였다. 송시열, 윤선거, 이유태 등 몇 사람은 다시 공주 동학사에 모였다. 이 모임에서 다시 윤휴에 대해서 종일 논쟁하다 해가 저물게 되었다. 이에 그날 저녁 토론이 끝나갈 무렵 송시열이 윤선거에게 길게 논쟁할 것 없다. 
간단히 말해서, 주자가 옳으냐, 윤휴가 옳으냐? 어느 쪽이 옳고 어느 쪽이 그른지 한마디로 말하라며 추궁했다. 윤선거는 한참을 생각하다가 "옳고 그름(是非) 보다도 흑백으로 본다면 주희는 백, 윤휴는 흑이며 음양(陰陽)으로 본다면 주희는 양, 윤휴는 음이다." 라고 말하고, 이어 윤휴는 음이니 절교를 하겠다고 하고, 그 자리를 빠져 나왔다. 이에 이유태는 윤선거가 원래 비겁한 사람으로, 오늘 그의 대답은 믿을 수 없다고 했다. 그런 가운데 1655년 봄에 윤선거가 이유태의 예상대로 송시열에게 서신을 보내와서는 당시에 흑백, 음양 등은 표현상 어쩔 수 없이 그랬던 것이고, 윤휴의 인격을 말한 것은 아니라면서 동학사에서의 발언을 뒤집으며 변명하는 듯한 내용이 담겨있었으니, 이에 송시열은 윤선거를 더 이상 친구라고 해서 마냥 신뢰할 수가 없었고 경계하게 되었다.

##### 효종의 북벌계획

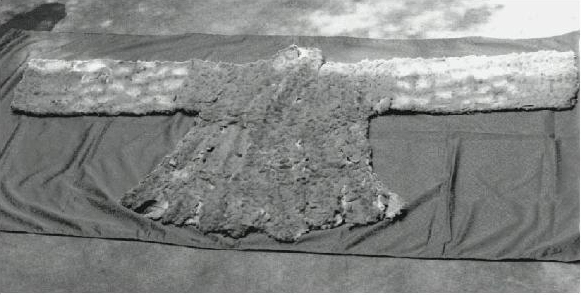
효종이 그에게 내린 담비가죽 옷

1658년(효종 9) 12월 10일 효종은 송시열을 은밀히 불러 초구(貂裘:담비 가죽으로 지은 옷)를 내려 주었다. 송시열은 임금의 속내를 눈치채지 못하고 거듭 사양하자, 요하와 북경에서 함께 말달릴 때 입으라며 송시열에게 앞으로 큰 임무를 맡길 것임을 암시하고, 효종의 북벌계획에 동참할 의사가 있는지 보았다. 그러나 송시열은 “불세(佛世) 부처 스스로가 교화하는 시대의 공을 세우기는 쉬워도 지극히 은미한 본심은 보존하기는 어려우며, 중원의 오랑캐를 물리치기는 쉬우나 자기 한 몸의 사의를 제거하기는 어려운 법이니, 이것은 주자가 당시 인군에게 말씀한 지론입니다.” 라며 효종방식의 북벌에는 동의하지 않았다. 이에 효종은 “천리를 밝히고 인심을 바르게 하는 것이 나의 책무이다. 나와 함께 이 일을 수행할 자는 경이 아니고 누구겠는가.”라며 송시열에게 거듭 권유했다.
1659년 3월 효종은 송시열을 은밀히 불러들이면서 승지와 사관과 내시 등 늘 임금 곁에 붙어서서 수종하는 벼슬아치들을 모두 내보냈다. 이처럼 임금과 신하 단 둘이 만나는 것을 독대(獨對)라 하는데, 경국대전에 임금은 어떤 경우라도 독대하지 못한다는 조항이 있다. 효종은 규정을 어겼다는 비난을 감수하며서까지 독대를 하였다. 이 자리에서 효종은 자신의 생각을 토로했다. 이 자리에서 있었던 대화 내용을 송시열이 기록하여 남긴 것이 〈악대설화〉이다. 북벌에 대해 효종과 송시열간에 구체적으로 논의가 이루어진 것은 이날의 독대가 처음이자 마지막이었다.
모든 신하들이 군비 확충의 중지를 바라지만 내 굳이 듣지 않음은 천시와 인사가 어느 날에 좋은 기회가 올지 모르기 때문에 정병의 포수 10만을 양성하여 사랑하기를 자식같이 해 모두 용감히 죽을 수 있는 사졸을 만들려 함이오. 그런 뒤에 틈을 기다려 저들이 생각지도 않은 때에 내달아 곧바로 저들 관문 밖에 이르면 중국의 의사 호걸들 가운데 어찌 응하는 자가 없으리요?
 관문 밖에 이르는 것은 아주 쉽소. 오랑캐는 무비를 일삼지 않아 요동, 심양 천리에 활 잡고 말 탄 자가 없어서 무인지경에 들어가는 것 같을 것이오. 또 오랑캐가 우리나라 세폐를 요동과 심양에 쌓아 두었으니 하늘의 뜻은 도로 우리가 쓰라는 것 같고, 포로된 우리나라 사람들이 몇만 명인지 모르나 어찌 호응하는 자가 없겠소? 오늘날의 일은 오직 실행하지 않음을 근심할 뿐이지 성공하기 어려움은 근심할 것이 아니오.(송서습유).

송시열은 양병을 위해서는 기강을 확립해야 한다는 의견을 개진하였으며, 기강의 확립을 위해서는 군주의 사심을 없애야 할 것임을 강조하였다. 이 일로 남인들은 임금이 송시열과 독대한 것에 대해 시비를 가려야 한다고 들고 나와 오히려 남인에게 분란의 빌미만 제공하고 말았다. 효종은 세자를 시켜 은밀하게 송시열에게 비밀서신을 보내는 등 은밀하게 논의를 거듭하였다.
이 시기에 효종은 그에게 친히 초모(貂帽), 초구(貂裘) 등을 계속 송시열에게 하사하여 자신의 북벌 의지를 보이며 특별한 기대를 갖기도 한다. 그는 효종과 함께 북벌계획을 추진하였으나 이듬해(1659년) 봄 효종이 죽자 그 계획은 중지되었다. 한편 효종의 병이 위독하여 당시의 영의정 정태화(鄭太和)와 더불어 그를 불러 뒷일을 부탁하려는 눈치였으나 두 사람이 병상에 들어갔을 땐 이미 왕은 붕어한 뒤였다. 효종의 죽음으로 북벌 계획은 중지되었다.

#### 소현세자 일가 복위 여론
소현세자가 의문의 죽음을 당할 당시 산림에 있던 재야 서인들은 소현세자와 세자빈 강씨 등이 억울하게 죽었다고 확신한다. 결국 재야의 산림 서인들은 소현세자의 복위 여론을 주청한다.
효종 즉위 초부터 송시열은 송준길과 함께 소현세자가 억울하게 죽었음을 공론화시켜 소현세자와 세자빈 강씨의 복위를 주장하였다. 이 주장은 서인의 당론으로 채택, 1651년(효종 2년) 김홍욱이 주장한 바와 같이 서인은 소현세자와 세자빈을 억울하게 희생당한 것으로 간주하였다.
효종은 내심 불쾌하게 생각하였으나 이를 처벌하지는 못했다. 그러나 이와 같은 주장은 1차 예송논쟁 당시 윤선도와 남인에 의해 효종의 정통을 부인하려는 행위로 몰리게 된다.
서인에서는 당론으로 소현세자 일가의 죽음을 억울한 죽음으로 규정했다. 그는 효종 즉위 초부터 소현세자의 억울한 죽음을 언급했고, 뒤이어 남인들은 이를 두고서 효종의 종통을 부인한 것처럼 몰고갔다. 그러나 남인의 공세에도 불구하고 민회빈 강씨는 숙종때 송시열 등의 거듭된 주청으로 복위된다. 또한 구언에 의해 소현세자와 민회빈 강씨 복권을 주장했다가 사형당한 김홍욱에 대한 포증도 계속 청원하였다.
숙종 초 송시열은 다시 소현세자빈 강씨의 억울함을 주장하여 신원을 청하는 상소를 올렸다. 그 뒤 김수항의 신원 상소로 복관되었다. 그 뒤 그와 김수항이 죽고 1718년 숙종은 소현세자빈 강씨의 무혐의를 인정하고, 민회(愍懷)라는 시호를 내려 복권시켰다. 민회빈 강씨가 억울하게 죽은 지 80년 만이었다.

#### 1차 예송 논쟁

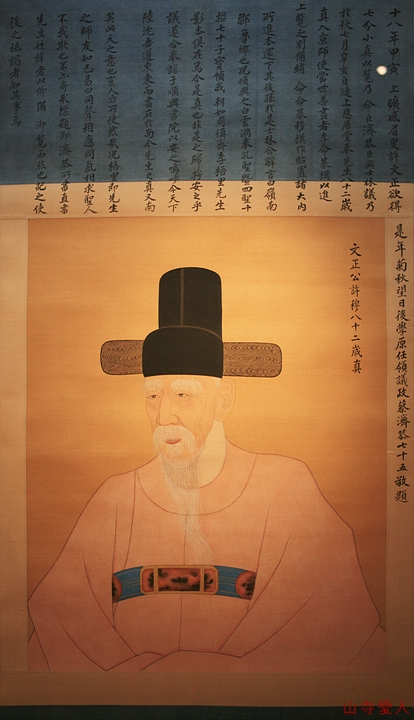
미수 허목
(윤선도와 함께 예송논쟁 당시 3년복 설을 주장하였다.)

그 뒤 효종의 죽음으로 효종의 계모이자 인조의 계비였던 자의대비 조씨(慈懿大妃 趙氏)의 복상 문제가 제기되자 윤휴 등 남인은 삼년복을 주장하였고 송시열은 기년복을 주장하였다. 이를 예송논쟁이라 한다. 효종이 인조의 맏아들로 왕위를 이었다면 별 문제가 없었겠지만 그는 차남이고 인조의 맏아들인 소현세자의 상중에 자의대비가 맏아들에게 행하는 예로써 3년상을 치렀기 때문에 다시 효종의 상을 당하여서는 몇 년 상을 해야 하는가? 하는게 문제가 되었다. 왕실에 이와 같은 난제에 직면하게 되자 예조의 관리들은 예학의 대가인 송시열에게 자문을 구했는데 서인의 송시열과 송준길은 효종이 차남이므로 유교 예법의 원칙대로 당연히 기년상이어야 한다고 원론적인 해석을 내놨다. 하지만 남인의 허목과 윤휴는 효종이 비록 차남이지만 왕위를 계승하였으므로 장남과 다름없기에 3년상이어야 한다고 반론을 주장했다. 윤선도와 허목을 비롯한 남인들의 상소에 의해 시작된 서인과 남인의 복상 예법 논쟁은 남인들의 극단적인 주장에 의해 당쟁으로 확대되고 말았다. 그리고 이 당쟁은 지방으로 확대되어 재야 선비들 사이에서도 중요한 논의 쟁점으로 부각되었다.
송시열은 유교 경전인 주례에 따라 부모상에 자녀는 3년복, 자녀 중 장남의 상에는 부모가 3년복을 입고 차남 이하는 1년복을 입는다는 것을 참고하여 기년복을 주장하였으며, 윤휴가 이의를 제기하자 송시열은 의례 참최장의 주석을 찾아서 서자는 장자가 될 수 없고 본부인 소생 둘째 아들 이하는 모두 서자로 간주한다는 자료를 증거로 제시하였다.
남인이 그가 왕통과 종통을 나누려 한다고 공세를 가하자 그는 공세에 딱히 대응하지는 않았고 남인의 주장을 정론과는 다른 그들만의 소수 이론으로 여겼다. 남인이 계속 정치 공세를 가하자 의례의 3년조의 소에 가통(家通)을 계승하였더라도 3년 상복을 입지 않는 사유인 사종지설과 체이부정(體而不正), 정이부체(正而不體)설을 찾아서 제출하였다.
그러나 남인은 송시열을 탄핵하여 역모로 몰아 가려다가 실패하였고, 3년설을 주장하며 송시열이 효종의 왕통을 부정한다는 정치 공세성 모함을 시작하면서 송시열을 제거하려 했으나 남인들의 주장과 상소는 이치에 맞지 않은 근거로 임금에게 아첨하며 정치적 공세로 확장시켜 이득을 취하려는 점 때문에 결국 받아들여 지지 않았고, 송시열이 예조에 자문했던 기년복이 받아들여져서 《대명률(大明律)》, 《경국대전(經國大典)》 등을 근거로 한 국제기년설(國制朞年說)에 따르도록 했다. 이 사건 이후 상복에 대한 학문적 자문이었던 것을 예송논쟁이라는 정쟁으로 처음 발전시키며 학문적 자존심 보다는 임금에 대한 아첨을 택하면서 예법을 정쟁으로 확대시켜서 정치적 이득을 보려했던 남인들은 학문적으로나 정치적으로 우암 송시열 한 명을 결국 넘어 서지 못했으며 송시열은 학통을 중시하는 당시 조선에서 율곡 이이를 추종하는 서인의 영수로서 자리를 굳건히 하게 되었다.
이때 남인 허목은 송시열의 주장에 반박하여 왕가의 예는 일반 사대부와 같을 수 없다고 항변하였다. 그러나 송시열은 예를 논함에 있어서 왕가라는 이유로 성역이 있을 수는 없으며 예는 그것에 우선한다면서 허목의 오류를 지적했으니 학문적으로 논파당한 허목의 주장은 남인들의 기세를 당분간 일축시켰다.

##### 남인의 공세
1660년 4월 호군 윤선도는 허목을 변호하면서 송시열이 종통과 적통을 분리하려 한다며 사형할 것을 청하는 상소를 올렸다.
윤선도는 상소를 통해 소현세자를 적통으로 보는 송시열의 기년복에 반대하며 소현세자의 적통을 부정했으며 소현세자의 적통을 주장한 송시열, 송준길 등 서인 세력이 복상 문제를 기회로 역모를 도모하고 있다고 몰아가면서 이를 기회로 서인들을 제거하고 다시 벼슬과 정권을 잡기위해 남인들 편을 들었다.  즉, 종통을 이었으면 그만이지 소현세자의 적통을 옹호한 송시열을 향해서 종통과 적통을 분리해 임금을 비하했다는 주장을 했던 것이다.
윤선도는 평소 송시열의 체이부정(體而不正) 주장과 서인이 당론으로 소현세자와 민회빈 강씨, 김홍욱 복권운동을 벌이는 점을 못마땅하게 여겼으며 이것을 한꺼번에 지적하면서 송시열이 효종의 종통을 부정한다는 주장을 일삼기도 했다. 그러나 윤선도가 겨우 이와 같은 내용으로 상소한 송시열의 처형 주장은 역풍을 몰고와 서인들의 거센 반발을 불러왔다.
윤선도와 허목 등은 예송 논쟁 때 송시열과 송준길이 효종에게 소현세자빈의 명예회복과 복권을 강력하게 주청했다는 점을 걸고 넘어지며, 그들이 소현세자를 정통으로 생각했다고 공격하고, 윤휴 등도 이에 동조했다. 윤선도는 송시열을 사형에 처하라는 상소를 올렸고, 허목 등도 그가 불경한 의도로 체이부정(體而不正)을 주장했다며 사형에 처할 것을 상소하였다.
소현세자와 소현세자빈은 인조에 의해 억울하게 희생되어 죽었고, 세자빈 강씨를 구명했다가 희생된 김홍욱을 의를 위해 희생된 선비라고 확신하던 송시열과 송준길은 윤선도, 허목, 윤휴와 남인들의 정치공세에 크게 분노했다. 이때까지만 해도 송시열은 남인을 당이 다른 사대부로 인식하였으나, 자신을 사형시키라는 탄핵상소를 접하게 되면서 이후 남인을 위붕(僞朋)으로 규정하고 대립하게 된다.

##### 정쟁으로 비화

남인의 영수 묵재 허적
(민유중, 민정중의 아버지 민광훈의 고종사촌 동생으로 남인 중 그의 사형을 반대하던 몇안되는 인사였다.)

남인에 의해 발발한 예송논쟁은 송시열의 승리로 끝났지만, 예송을 둘러싼 학문적 논쟁이 정권을 사이에 둔 당쟁으로 치닫는 계기가 되었다. 송시열의 주장에 패한 후 남인은 송시열이 종통(왕실통과 적통(적통)을 구별하려 한다며 송시열의 사상이 불순하다며 공격했다. 이후 윤선도가 송시열의 사형을 주장한 이후, 허목 등이 송시열의 사형을 주장했다. 남인은 그를 사형시켜야 된다며 비난했고, 처음 남인의 주장을 사상의 문제, 학문의 문제, 이념의 차이로 인정하고 접수했던 송시열은 자신을 죽이려고 하는 남인의 정치공세에 분노하게 된다.
이 과정에서 국구(國舅) 청풍부원군 김우명(金佑明) 일가와 알력이 깊어지고, 현종에 대해 실망하게 된다. 의정부좌참찬을 거쳐서 의정부우찬성으로 승진했으나, 우찬성에 재직중이던 1660년 효종의 장지를 잘못 잡았다는 남인들 정치 공세를 받자 우찬성에서 사직하고 낙향하였다. 그러나 현종은 눈물을 흘리며 그를 다시 찾아 불렀고 결국 병조판서에 제수되었으며, 송시열은 현종의 간곡한 부름에 더는 거절하지 못하고 다시 관직을 받아 올라온다. 이후 현종 재위 15년간 조정에서 융숭한 예우와 많은 관직 수여가 있었지만 고사하고, 재야 학자의 신분에서 학문적으로 임금에게 학문과 현안을 자문하였다.
학문 논쟁에서 출발한 예송 논쟁을 남인이 임금에 대한 아첨과 함께 정치공세로 비화시켜서, 자신의 사형까지 주장하자 송시열의 남인에 대한 반감은 극에 달하게 되었다. 윤선도에 대한 유배령이 내려진 뒤에도 서인들은 계속 윤선도를 집요하게 공격하였다. 이에 윤선도를 변호하던 권시가 파직당하고, 조경이 삭탈관직 당했으며 윤선도를 반좌율로 사형에 처하라는 상소가 빗발치는 가운데 허목 등은 다시금 노골적으로 송시열을 사형에 처해야 한다고 주장했고, 송시열은 윤휴(尹鑴)는 참적(讒賊), 적휴(賊鑴), 흑수(黑水)라 불렀고, 허목은 독물(毒物)이라 불렀다.
1666년 12월 세자이사(世子貳師)에 임명되었다. 1668년(현종 9년) 2월 의정부우의정에 임명되자 곧 사직하였으나 간곡한 임금의 부름에 다시 상경하였다. 곧 사은숙배하고 부임하였으나, 남인 출신 좌의정 허적(許積)과의 갈등과 불화로 곧 사퇴하였고 낙향한다. 1671년 다시 우의정에 임명되자 좌의정 허적과 계속 마찰을 빚었는데도 현종의 간곡한 부탁으로 관직에 머물러 있게 되었다.
한편 그는 여성에게도 교육이 필요하다는 것을 인식했다. 그는 자신의 며느리와 딸에게도 꾸준히 한글로 간찰을 보내며 연락을 하는 한편 한글로 서신과 간단한 서책을 엮어 교훈으로 삼도록 지도하였다.

##### 1차 예송 논쟁의 후폭풍
윤선도를 옹호했던 권시가 파직되자, 윤선거의 형이자 송시열의 사돈인 윤문거가 사직소를 올렸다. 이 사건의 여파로 교리 이익(李翊) 등이 관직을 떠나게 되었고,  위기감을 느낀 남인들은 허목과 윤휴를 중심으로 세력을 뭉치며 다시 정치적 공세를 이어갔다.
여기에 조경(趙絅)이 윤선도를 옹호하면서 그의 상소를 태워버린 것은 잘못이라는 상소를 올려 이에 가세했다. 조경의 상소는 조정을 둘로 갈라놓았다. 송시열과 이유태, 그리고 부제학 유계 등은 조경의 잘못을 비판했으나, 영상 정태화와 좌상 심지원(沈之源), 그리고 대사간 조수익(趙壽益) 등은 조경을 옹호했다. 
송시열은 조경을 삭탈관직하라는 자신의 주장이 받아들여지지 않자 사직상소를 올리고 고향으로 내려갔다. 그런데 이 사건 이후에 남인 유생들의 윤선도 구명 운동이 계속 일어나 조정에서 끝난 예송 논쟁은 지방 유생들의 대립으로 확산되었다. 결국 이러한 1차 예송 논쟁은 장자로 적통을 이은 소현세자의 셋째 아들인 석견이 소현세자처럼 젊은 나이에 의문사를 하자 일단락 되었는데 소현세자도 젊은 나이에 급사를 했었다. 
인조실록에는 소현세자의 죽음에 대하여 “온 몸이 검은빛이었고 그 모습이 마치 극약에 중독되어서 죽은 사람과 같았다.”고 기록되어 있다. 인조는 세자가 죽으면 소현세자의 장자인 세손에게 왕위를 계승하는 권한을 물려줘야 하는 왕실의 법도를 어기고 적통이 아니었던 차남 봉림대군을 세자로 책봉했다. 세자가 급서 했을시에는 그 맏아들인 장남 석철이 자연히 세자를 승계해야 했으나 인조는 독단적으로 세자 승계 권한을 무시하고 소현세자의 동생인 봉림대군을 세자로 책봉했던 것이다.   
인조는 그래도 못 미더웠는지 세손이었던 소현세자의 장남 석철, 차남 석린, 셋째 아들 석견을 제주도로 유배를 보냈다. 석철과 석린은 어린 나이인데 1년 안에 둘 다 의문사 해서 이 역시도 죽음에 대한 의문의 뒷 말들이 무성했다. 소현세자의 대를 끊기게 할 수는 없었기에 소현세자의 동생인 효종은 셋째 아들 석견이 경안군으로 신분을 복권시켜 한양에서 살게했는데 결국 아버지 소현세자와 형제들과 같이 의문사로 생을 마감하게 되었던 것이다.
이로써 부당한 권력에 의해 억울한 죽음을 당한 소현세자와 그의 아들 삼형제를 옹호하며 소현세자에 대한 의리와 예법의 적통을 내세웠던 송시열의 주장은 더 이상 어렵게 되었고 그와 관련한 예법 논쟁은 사실상 종결되었다.   

##### 남인과의 갈등

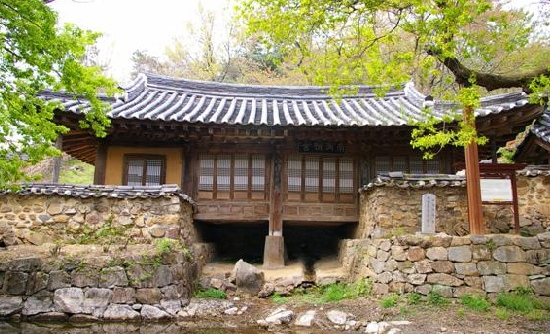
회덕의 남간정사
그가 제자들을 가르치던 곳

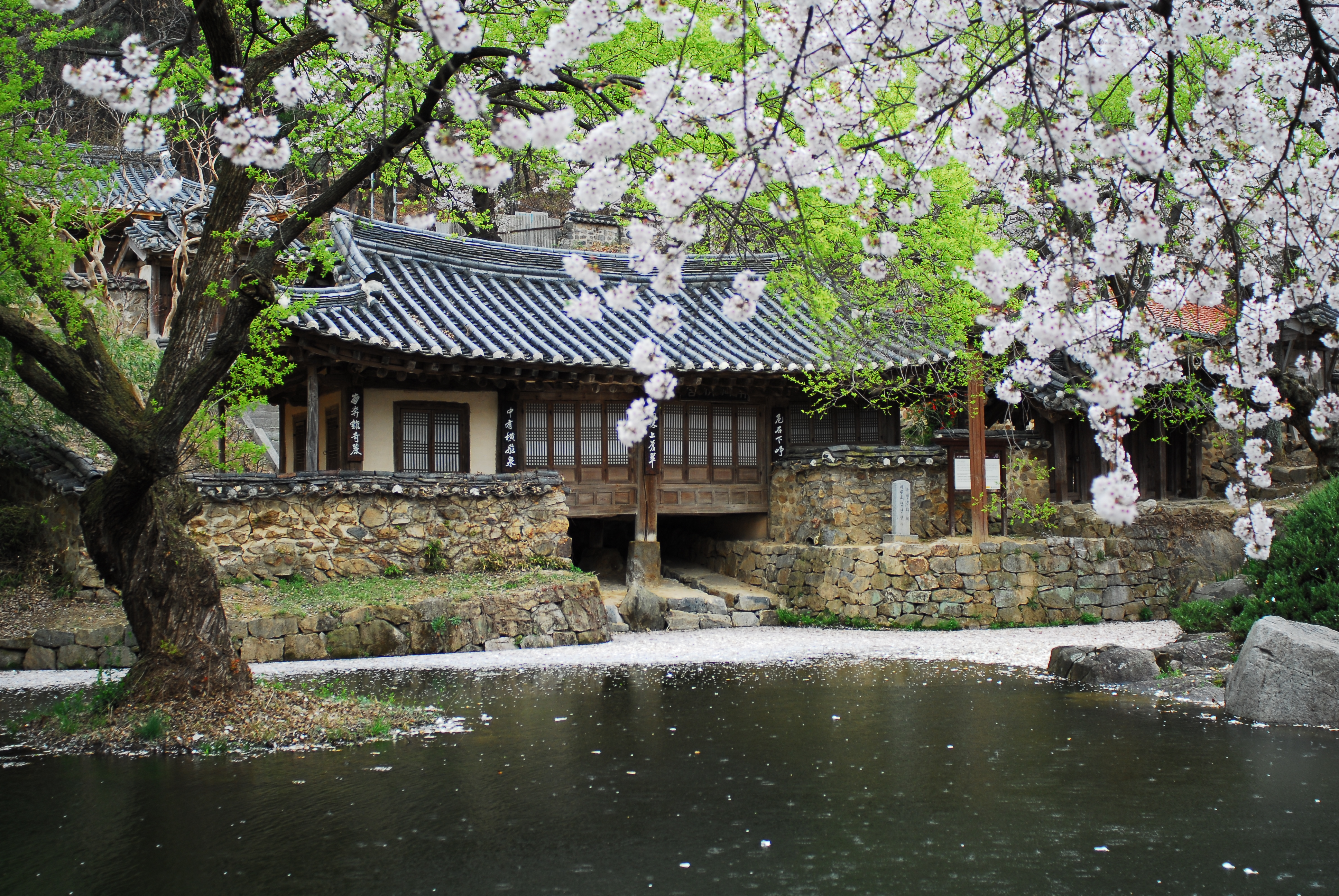
남간정사의 봄

1659년 송시열은 윤휴 등을 경연관의 적임자로 추천한다. 
송시열이 윤휴를 천거하자 이후원은 후에 화를 입을 것이라며 윤휴를 추천하지 말라고 조언하였다. 
이유태는 윤휴의 사상이 자의적이고 속내가 의심스럽다며 그를 추천하는 일을 말리며 중단할 것을 권고했다. 이 이후 후원과 이유태가 여러 차례 만류했음에도 송시열은 윤휴를 경연관으로서의 적임자라고 계속 추천했다.
효종 다음의 현종(顯宗)도 세자시절의 스승인 그를 신임하여 숭록대부에 특진시키고, 이조 판서에 판의금부사, 지경연사를 겸임시켰다. 이어서 1660년 행의정부좌참찬으로 임명되어 효종의 능지(陵誌)를 지었다.
1661년(현종 2년) 남인들에 의해 윤선도(尹善道)가 유배된 삼수는 흉년과 기근이 심하다는 이유로 그의 유배지를 북청으로 옮기자는 논의가 있었다. 남인 허목 등은 윤선도의 유배지를 옮겨줄 것을 청하였다. 그러나 송시열과 송준길은 받아 먹는 처지의 죄인 신분으로 유배를 갔으면서 단지 그만한 이유로 윤선도의 유배지를 옮기는 것은 불필요하고 지나치다며 반대하여 허목 등과 언쟁이 벌어졌고, 남인들은 송시열과 송준길이 너무하다며 성토했다. 그러나 흉년이 유배지를 옮기는 것의 사유가 될 수는 없다는 송시열과 송준길의 뜻이 받아들여져서 윤선도의 유배지는 옮겨지지 못했다.
그 뒤 3월 의정부우찬성에 올랐을 때 효종의 장례와 장지(葬地)를 에워싸고 돌발적인 말썽이 일어나자 벼르고 있던 남인들의 공세를 받아 그는 사직하고 낙향해 충청도 회덕(懷德)으로 돌아갔다.
윤선도(尹善道) 등 남인(南人)의 공격은 그 직후에도 계속되었다. 그 이후 병조판서, 이조판서, 판중추부사 등에 제수되었으나 모두 사직하였다. 
1662년 금강산을 여행하고 돌아오다가 명나라가 멸망했다는 소식을 접하고 애통해하였다. 이후 조정에서 여러 번 불렀으나 응하지 않다가 1655년 3월에 송강 정철의 후손과 상의하여 정철의 묘소를 충북 진천으로 이장하는 일을 주관하였다. 그해 원자(元子)의 탄생을 하례하지 않았다는 이유로 허목의 공격을 받았다.
1668년 우의정으로 취임하였으나, 좌의정 허적(許積)과 뜻이 맞지 않아 한때 사임하였다가 1671년 다시 우의정으로 복직하였다. 이어서 허적이 물러가자 1672년 좌의정에 승진하고, 그의 후임으로 김수항(金壽恒)이 우의정이 되었다. 그러나 효종이 돌아갈 때의 대왕대비 복상 문제와 장지 문제는 남인들에 의해 항상 말썽의 대상이 되어 벼슬길이 평탄치 못하였다.
1669년 윤선거가 그에게 남인과 화해를 청하며 "예론(禮論)에 관계된 윤휴(尹鑴)·허목(許穆) 등과 화해하여 그들이 감복하게 해야 한다." 며 그들을 등용하라고 권고했으나, 그는 거절하였다.

##### 윤휴와의 관계

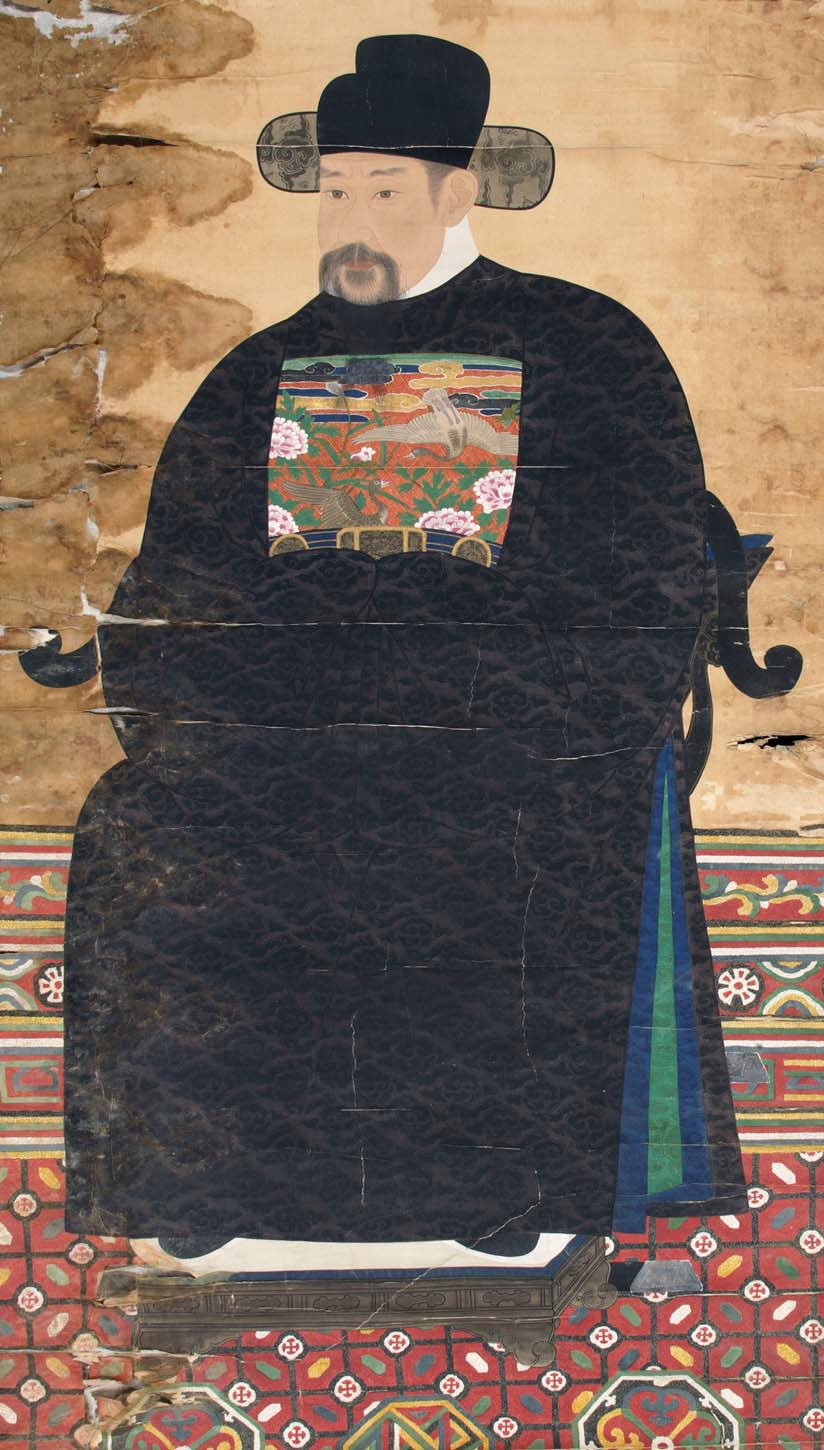
친구 윤휴
(당색을 초월한 친구였으나, 예송 논쟁 때 정적으로 변신한다.)

윤휴는 종래 주자의 해석방법을 배격하고 <중용> <대학> <효경> 등 경전을 독자적으로 해석하여 장구(章句)와 주(註)를 수정, 당시 학계에 큰 파문을 일으키기에 이르렀다. 송시열은 처음에 윤휴의 의견을 이설로서 받아들였다.
윤휴는 주자의 해석을 그르다 하고, 장구를 멋대로 고쳤다. 심지어 주자의 아성에 도전하는 듯한 인상까지 풍겼다. 그러나 그의 사상이 과격하다고 본 송시열은 그를 설득하게 된다. 송시열은 윤휴를 직접 찾아가 설득해 보고, 편지로 달래 보기도 했으나 허사였다. 그는 결국 윤휴를 사문난적(斯文亂賊)이라며 규탄했다.
예송 논쟁이 격화되면서 그의 오랜 친구였던 윤휴는 참최복을 주장했고, 역시 같은 3년복을 주장한 같은 남인인 윤선도의 편을 들었다. 그가 3년복을 지지한 것은 당론 때문이었다고 해도, 송시열을 죽이자고 거듭 주장한 윤선도나 허목에 동조하며 어울려 지내자 윤휴에 대한 송시열의 감정은 악화되었다. 그는 윤휴와도 오랫동안 서신을 주고 받았는데, 원시적 유학으로 돌아가자는 의견 중 윤휴가 주자만이 사물의 진리를 알 수 있느냐며 항변한 것이 송시열을 심히 불쾌하게 했다. 그런 윤휴가 허목, 윤선도와 함께 서인 및 송시열에 대한 공세를 가하자 그는 윤휴에게 절교를 선언한다.
윤휴는 중용의 주석을 놓고 연구를 거듭한 끝에 주자의 주석에 오류가 많다고 선언했다. 윤휴는 서슴없이 자기 주장을 펴며 이를 바로잡겠다고 큰소리쳤다. 송시열은 고향 회덕에서 가까운 논산군 연산의 황산서원을 찾아갔다. 여기에서 윤선거를 만나서 이를 지탄하며 논의했다. 
유교가 국시인 조선에서 허목은 같은 당파인 윤휴를 옹호하기 위해 유교만이 진실을 알 수 있는 방법은 아니라고 유교를 부정하는 발언마저도 하였고,  어느 경연에서 윤휴는 사서육경에 정주가 달아놓은 주해를 삭제하고 자신의 방법대로 해석했고 이에 대하여서는 같은 당색인 남인 중에서도 우려를 표하는 반응이 나왔는데 같은 당파인 허목은 평소에 서인에게서 윤휴를 자주 옹호하며 편을 들어주었으나 어느날 윤휴에게 일갈 하기를 "자네의 가장큰 문제점은 모든것을 혼자서만 맞고 자네 혼자만 잘나서 자기만 제대로 알고 있다는 그 잘난척이 제일 문제일세" 라며 힐난했으며 윤휴는 학문에 대한 자의적인 해석만큼이나 정치적으로도 특이한 성향을 보였다. 학문적 측면에서 윤휴가 자의적 해석으로 경전의 내용을 변개한 것은 그 이전에 이미 비슷한 주장들이 논파당하고 사라지는 등 수많은 성리학 논쟁 중에서 별게 아니었다. 
그러나 윤휴는 학통적으로는 처음엔 서인과 교류하며 율곡의 학통을 이은 송시열과도 친분이 있는 문인이라고 볼 수 있었는데 학통을 이은 율곡을 부정하며 더 나아가 주자가 틀렸다며 소위 막나간 것이다. 
물론 누구나 오류가 있을 순 있다. 하지만 당시 윤휴의 주장은 어디까지나 본인의 주장일 뿐이었는데 자의적 해석이 파격을 넘어서 마음대로 경전의 문구를 삭제하는 등의 과격함이 적지 않았고 그 대상은 남인의 스승인 퇴계와 서인의 스승인 율곡 그리고 성리학의 스승인 주자 유학의 스승인 공자 등 좌충우돌이었다. 
윤휴에게 양보를 해줘서 퇴계 율곡 주자 등이 전부 틀렸고 윤휴가 맞는데 아무도 몰라주는 것이라고 하려해도 당시에 윤휴의 주장에 동의하는 사림의 선비는 없었고 또한 윤휴의 주장은 논리적으로 탄탄하다고 할만한게 없었으며 그에 반해서 수백년이 넘는 세월 동안 수많은 학자들에 의해 쌓아 올려진 학문적 소산들은 윤휴 한 사람에 의해 쉽게 무너질 정도로 어설픈 사상누각의 체계가 아니었다. 
그리고 윤휴의 정치적 행보도 역시나 학문적 주장과 비슷하게 특이 성향을 보였는데 환갑이 훨씬 넘어 나이 지긋한 말년인 남인의 영수 시절 조정에 나와서 이미 논의가 거의 다 끝나 사실상 전국적으로 널리 시행중인 대동법을 공연히 반대하는 발언을 했던것이나, 별다른 대안도 없이 임금에게 과거제 폐지를 주청했던 것과 임금에게 북벌을 강력히 주장하면서 독륜거와 같은 기원전 춘추전국시대에나 사용했던 수레 모양의 병사가 직접 끌어 이동하는 병기를 제작해서 북벌에 이용하려는 계획을 주장하는 등 너무 현실성이 없는 윤휴의 계획들은 당색과 학파를 넘어서 공통적으로 부정당했다. 
윤휴와 같은 당파인 남인 유혁연은 윤휴의 주장이 너무도 황당한 것이 많다며 윤휴의 주장들을 대부분 극구 반대했다. 그가 윤휴에 대해 공연히 일침을 가했으니 "윤휴는 실제 병권을 맡아본 적이 없어 북벌에 대해 이리저리 자기 생각대로 계획만 늘어놓길 잘한다고" 비판했다. 같은 남인 권대운도 윤휴를 자주 깠는데 결국 권대운, 유혁연 등의 탁남계 대신들은 윤휴랑 사이가 좋지 않아 말년에는 거의 원수처럼 지냈다. 심지어 허적마저도 참다 못해 윤휴에게 일갈 하길 "당신 혼자만 잘났고 잘안다고 맨날 나대는 게 당신의 큰 문제다"라고 꾸짖기도 했다. 
허적은 당시 조정의 남인 실세들 중에서 윤휴를 제일 잘 챙겨줬었고 같은 당색이라 윤휴를 그래도 대외적으로 좋게 평가 하던 인사였는데도 참다 못해 이런 발언을 윤휴에게 공공연히 한 것이었다. 윤휴가 당파와 당색을 막론하고 학문적으로 비판을 받은 이유는 윤휴와 같이 자의적 해석을 자부하며 큰소리 치는 과격한 성향의 학자들은 지극히 부분적인 지식으로 주자학의 본질적인 심오한 의미를 이해하지 못하고 학문 전체에 반하는 잘못된 주장을 하는 것을 경계하고자 한 것으로써, 송시열은 윤휴에 대한 반박을 대신하여 오히려 주자대전차의 등 수많은 성리학 저술을 통해 끊임없이 학문에 정진하여서 유교 경전과 주자학의 올바른 이해 및 정확한 해석을 통해 영조, 정조시대에 꽃피운 우리 고유의 문화 창달과 융성에 굳건한 토대를 제공하였다.

#### 2차 예송 논쟁

##### 북벌론의 재개
1672년 동문수학한 친구이자 외6촌 형인 송준길이 사망하자, 3년간 상복을 입었다.
1674년부터 남인의 허적과 윤휴 중심으로 북벌론이 계획되었다. 김석주 역시 북벌론 재개에 지지 의사를 표했고 곧 체부(도체찰사부) 부활과 만과 설치, 병력 선발 등의 안이 건의되었다. 유배소에 있으면서도 이 점에는 깊이 공감하고 지원하라는 글을 문하들에게 보낸다.
서인, 남인의 당론이 일치하면서 일시적으로 통합이 가능하였으나 남인의 영수였던 허목이 불가함을 들어 강하게 반대했다. 장정을 많이 징발하면 국가의 일꾼이 없어진다는 것과 청나라는 대국이고 조선은 소국에다가 국론까지 분열되었는데 상대가 가능하냐는 것이었다. 여기에 남인 강경파들이 반대하고 나서면서 북벌론은 다시 묻혀진다. 결국 그는 같은 남인이던 윤휴의 북벌론 주장의 진정성을 의심하게 되었고, 북벌 계획은 수포로 돌아간다.

##### 제2차 예송 논쟁
1673년 허적의 후임으로 의정부 좌의정이 된다.
1674년 인선왕후의 사망으로 다시 자의대비의 복상 문제가 제기되어 대공설(大功說)을 주장하였으나, 남인 쪽이 내세운 기년설이 채택됨으로써 실각했고, 제1차 복상문제 때 기년설을 채택하게 한 죄로 남인의 보복성 공격을 받고 영중추부사 겸 영경연사로 전임되었다. 그러나 남인들의 거듭된 공격으로 1675년 함경남도 덕원(德源)에 유배되었다가, 그 뒤 여러 곳으로 유배 장소가 옮겨졌다.
유배지에서도 그는 독서와 성리학 연구와 사물의 현상 연구를 게을리하지 않았고, 사람이 없어도 사람이 있는 것처럼 삼가고 조심하며 한결같이 행동했다. 변방의 오지는 교통편이 불편하여 교육과 문화가 제대로 전해지지 않았으므로, 그는 외지의 백성들에게 공자, 맹자의 가르침, 주자의 가르침과 예학, 인간의 도리를 강의하였다.
학문의 연구는 진리를 찾는 길이라는 신념을 시종일관 유지했다. 그가 유배되는 유배지에는 위리안치의 예에 따라 가시울타리가 쳐져있었음에도, 양반 사대부와 평민들이 찾아와 가르침을 청하였다. 의식있는 선비와 평민들이 찾아와 가르침을 청하면, 거절하지 않고 신분에 구애됨 없이 모두 받아들였다.

##### 숙종의 즉위와 석방

동춘당의 현판
(송준길을 추모하면서 쓴 현판)

마침내 현종이 돌아가고 숙종 즉위에 이르러 영중추(領中樞)로 복직했다. 1674년 8월 23일 성균관 유생 이심 등은 송시열이 ‘덕을 쌓은 유학의 종주(宿德儒宗)’라면서 “현자(賢者)의 진퇴는 구차스럽게 할 수 없지만 군주의 정성스러운 예절이 어떠한가에도 달려 있다”며 ‘정성스럽게 모셔야 한다’고 상소했다. 같은 날 전 영의정 김수흥과 그를 구원하다 유배형에 처해졌던 간관(諫官)들에 대한 처벌도 모두 무효화되었다.
8월 24일에는 숙종이 가주서(假注書) 이윤(李綸)을 보냈으나 송시열은 이미 한양을 떠나 버린 뒤였다. 이윤이 뒤따라가 국왕의 말을 전했음에도 광주(廣州)를 거쳐 관직을 고사한 뒤 다시 수원으로 향했다. 숙종은 송시열을 거듭 타이르면서 현종의 능 지문(誌文)을 지으라고 명했으나 송시열은 모두 고사했다. 그 뒤 숙종은 그에게 다시 한 번 승지를 보냈지만 또 다시 고사한다. 그 대신 그의 문인 이단하에게 현종의 묘지를 짓도록 추천 했다.

#### 숙종의 환국 정치와 유배

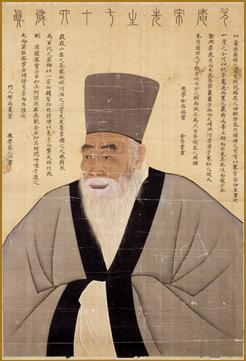
77세 무렵 초상화 (1683년)
(효종이 선물로 준 털모자를 착용하고 있다.)

이후 영중추부사를 거쳐 9월 17일 행 판중추부사(判中樞府事)로 전임되었다. 그러나 1675년(숙종 1년) 1월 13일 함경남도 덕원(德源)에 유배된 이후 이해 6월에 남인들의 맹공을 받아 경상도 장기(長鬐)로 이배(移配)되었고, 1677년(숙종 3년) 3월에는 유배지인 경상도 장기에서 부인 이씨(李氏)의 사망 소식을 접했다. 덕원·웅천(熊川)·장기(長鬐)·거제(巨濟)·청풍(淸風) 등지로 귀양살이를 하다가 풀려 나왔다.
1675년 5월 허목은 "죄인에게 형을 더하는 것을 반대하는 차자"(請勿罪人加律箚)를 올려 송시열이 "효종을 마땅히 서지 못할 임금으로 여겨 지존을 헐뜯고 선왕을 비방했다며 마땅히 죽어야 할 죄가 셋이나 되지만 유배 중인 지금에와서 그 전의 형량을 가중해 송시열을 사형에 처해서는 안 된다고 남인들의 거센 공세를 중재하는 상소를 올렸다. 그러나 허목의 상소 이후에도 남인계열의 유생과 재야 지방인사들에 의해 송시열의 사형을 청하는 상소가 계속 올라왔다.
남인이 과거에 일단락 되었던 예송 논쟁을 다시 꺼내들어 이것을 빌미로 송시열을 재차 역모로 몰아가려 하자 송시열을 두둔하는 상소가 올라왔는데, 그 중 송시열의 제자이며 대전 회덕의 유생인 송상민이 1679년 음력 3월 12일 예송 논쟁의 전말을 정리하여 책으로 엮은 《석곡봉사》를 지어 임금에게 올리면서 송시열의 처벌이 부당함을 호소하며 송시열의 구명을 청하는 상소를 올렸지만 인정사정 없이 숙종은 냉혹하게도 스승을 구명하려는 제자 송상민을 사사했다. 남인들은 다시 송시열을 죽이기 위해 고묘(종묘에 고하는 일)를 계속하여 주장하였다. 한편 송시열이 유배되자 성균관을 중심으로 한 서인계 유생들이 송시열의 차자 기년설의 정당성을 주장하며 그에 대한 구명운동을 벌이기 시작하였다.
1675년 5월 허목, 윤휴 등이 그의 사형을 주장했으나, 허적은 두 선왕의 스승이고 고명대신임을 들어 사형을 반대하여 무산됐다. 허목은 송시열의 사형을 극력 주장하였다. 이때 그는 서인에 의해 복평군의 추종 세력 내지는 복평군의 하수인인 것으로 몰렸으나 왕이 듣지 않았다.
유배지에서도 위리안치된 그에게 가르침을 청하는 사대부와 평민들의 방문이 이어졌다. 그는 위리안치의 신분이었으나 가르침을 청하는 이들을 받아들였다. 그는 또한 한자를 모르는 아녀자들을 위해 '사서삼경'과 '주자가례'를 한글로 번역하여 집필하기도 했다.
한편 그는 김수항과 함께 김종직의 공적을 들어, 이들의 포상을 줄곧 주청하여, 1694년(숙종 20년) 영의정으로 추증하게 하였는데 비록 그는 생전에 김종직의 추증포상을 보지는 못했다.

### 생애 후반
윤선거가 죽자 그의 아들이자 우암의 제자인 윤증은 묘지명을 친히 그에게 부탁하였다. 윤증은 송시열의 제자였고, 그의 아버지 윤선거는 송시열의 친구였다. 윤증이 아버지의 묘지명을 써줄 것을 부탁하자, 박세채가 잘 썼으므로 박세채의 행장을 인용하면서 박세채의 인용구를 나타내는 의미로 술이부작을 넣었다. 윤선거는 윤휴와 계속 만났고, 윤휴는 나중에 윤증의 아버지를 추도하는 제문이라며 윤증에게 제문을 보낸다. 제문의 내용은 윤선거가 우유부단하다고 조롱하는 내용이었으므로 윤증은 윤휴의 추도사를 받아 읽고 탄식했다.

#### 론의분당

제자 윤증
(회니 논쟁과 허새의 무옥을 계기로 그와 결별한다.)

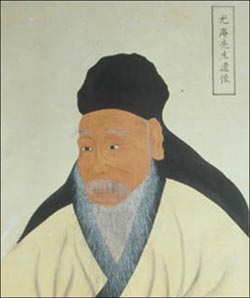
송시열 영정(1680년경)

1680년(숙종 6년) 경신대출척으로 남인이 실각하고 서인이 집권하게 되자 1680년 6월 석방되어 귀향하였다. 바로 그해 10월에 중추부영사(中樞府領事) 겸 영경연사로 기용되었다가 따라서 영부사라고 불리게 된다.

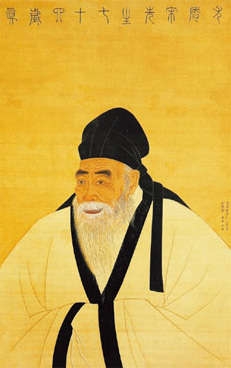
76세 때의 송시열 (1683년)

1683년(숙종 9년) 고령을 이유로 치사(致仕)하고 벼슬에서 물러나 기로소에 들어갔고 봉조하(奉朝賀)가 되었다. 이 무렵 남인에 대한 과격한 처벌을 주장한 김석주(金錫冑), 김익훈 등이 비난을 받았는데, 김석주와 김익훈은 허견의 옥사로 남인에게 지나친 처벌을 가한 뒤에 역모를 날조하여 허영, 허새를 역모로 몰아 죽이고 허새의 옥사를 날조한다.
처음에 송시열은 김익훈이 허새의 옥사를 날조하여 죄없는 남인 인사를 죽인 소식을 듣고 처벌에 찬성하였으나, 김석주의 설득으로 이후 김익훈에 대해 아무 의견 없이 더 이상 도움이 되지 못해 미안하다며 그 길로 낙향하자 이때 서인 내부의 소장파들은 김익훈의 처벌에 미온적인 서인들에 실망하여 마침내 서인은 윤증 등 소장파를 중심으로 한 소론과 송시열을 영수로 한 원로들의 당파인 노론으로 분열되었다. 그 후 정계에서 은퇴하여 청주(淸州)의 화양동(華陽洞)에 은거하였다.

#### 만년
그 후 금강산 지방을 여행하고 사직 상소를 올린 이후로는 다시 벼슬에 나가지 않았다. 충청도 청주 화양동에서 은거 생활을 하였는데, 1688년 희빈 장씨가 숙종의 아들을 낳자 1689년 1월 이를 원자로 정하는 것을 반대하여 숙종의 눈밖에 났다. 또한 희빈 장씨의 아들 왕자 균이 왕세자로 책봉되자 송나라 철종의 고사를 들어서 이를 시기상조라 하여 반대하는 상소를 올렸는데 이에 숙종은 크게 노하여 그의 모든 관작을 박탈하였다. 
애초에 숙종은 환국을 거듭하며 붕당들을 이리저리 휘둘렀는데 멀쩡히 살아있는 중전의 소생도 아닌 후궁의 소생을 굳이 서둘러 세자로 삼는 건 왕실의 법도나 유교적으로 봐도 상식밖의 행동이었기 때문에 송시열은 상소를 올린 것인데 숙종은 이번에는 송시열을 지목하며 역정을 냈던 것이다. 이 기회를 놓칠세라 남인들은 다시 숙종에게 붙어서 그를 죽여야 한다는 상소를 올리기 시작했다.
상식에 벗어난 숙종의 행동을 발단으로 또 다시 환국을 예고하는 기운이 도는 가운데 나라의 근본인 유교 법도를 지키는게 당연하다는 의론이 남인과 팽팽히 맞서니 마침내 죽음은 면하는 대신에 숙종은 먼 제주도로 귀양을 보냈다. 다시 불러다가 심문을 하자고 주장하는 남인들이 분란을 만들며 상소하자 숙종은 못이기는 척 남인의 편을 들어 이를 허락하였다. 제주도에서 나온 그는 광양에 이르러 수제자인 권상하 등이 영접하였다. 육지에 당도한 송시열은 자신은 올바른 길을 가려다가 죽는 것이니 죽음이 두렵지 않다고 밝혔고 수많은 문도들이 눈물을 흘리며 그가 한성부까지 상경하는 길을 시종하였다. 그는 신발이나 우마를 타지 않고 한성부까지 걸어서 도보로 올라왔다.
그가 전라남도 장성군을 지날 무렵 김수항의 아들들과 장성의 하서 김인후 후손들인 김기하, 김시서와 이실지등 측근들이 그에게 찾아왔다. 이때 유배지에서 사약을 받고 죽은 김수항이 유언을 남겨 '우암 선생이 나보다 나중에 돌아가시게 되면 내 묘지명과 비문을 꼭 우암 선생에게 부탁해달라'고 했고, 그 유언을 김수항의 사람들에게서 전해들은 송시열은 즉시 묘비문을 써내려갔다. 자신도 죽음이 임박했다 하여 대충 쓰지 않고 몇시간 동안 심혈을 기울인 끝에 김수항은 도리와 정도를 지키려 했고 온화한 손길을 내밀었는데 사도(邪道)에 물든 자들은 그 손마저 거절하고 그를 죽음에 이르게 했다는 내용이었다.
김수항의 아들과 측근에게 묘비문을 지어서 준 뒤 다시 발걸음을 계속하여 전라북도 정읍군에 도달하였다. 그러나 그가 붙들려 한양으로 돌아오는 길에 별 다른 잘못이나 죄목도 없는 그를 억지로 국문했을 때의 파장을 우려한 숙종은 그에게 서둘러 사약을 내린다. 이에 제자 권상하, 김기하 등은 주변 선비들을 모아 장례를 주관하는 한편, 사림(士林)의 뜻을 모아 초산(楚山) 모천(茅川)에 스승을 모시는 사당을 세우고 그것을 운영하는 규칙을 만들었다.
그에게는 수암 권상하, 이단하, 민정중, 민시중, 김수항, 명재 윤증, 민유중, 각재 김기하, 김창협(金昌協), 김익훈, 송규렴, 직재 이기홍, 장암 정호 등의 문인들이 있었고 900여 명의 문하생을 배출하였다. 그 중에서도 권상하는 한때 그의 수제자로 손꼽히던 명재 윤증이 그와 등을 돌린 뒤 그의 수제자로 인정받았다.

#### 사사 (賜死)

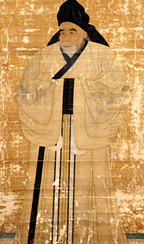
우암 송시열 전신상
(1683년본)

남인은 그를 한성부로 압송해 국문해야 된다고 주장한다. 그러나 남인 정승인 의정부영의정 권대운(權大運) 등이 ‘굳이 국문할 필요가 없다’면서 ‘성상께서 참작해 처리하라’고 권하자 금부도사가 만나는 곳에서 사사하라고 명한 것이다. 남인에 의해 숱한 논란에 휘말렸던 83세 원로 대신의 죽음은 결국 남인과 숙종에 의한 사약으로 끝이났다. 9년 전 허적과 윤휴의 사형을 남인들이 정치보복으로 여긴 것처럼 송시열의 사형 역시 김수항과 서인들은 정치보복으로 여겼다. 지도자를 잃은 남인이었지만 송시열에 대한 원한과 복수심은 계속되었다. 그는 의금부에 가서 자신의 소신을 밝히고 죽으리라고 장담하였다.
6월 3일 육지에 도착하자 수많은 문도들이 그의 뒤를 따랐다. 그는 죽림촌사에서 자손들과 질손들에게 보내는 유서를 썼는데 그 내용은 다음과 같다. 

| “ | 주자(朱子)는 음양(陰陽)·의리(義利)·백흑(白黑)을 판단하는 데 있어 용감하고도 엄격하기가 마치 한 칼로 두 조각을 내듯 하여 감히 조금도 의위(依違 마음이 확정되지 않아 이럴까 저럴까하는 것)하지 않았으니, 이것이 이른바 《대학(大學)》 성의장(誠意章)의 일이다. 이러했기 때문에 그가 끝내 아성(亞聖)의 지위에 이르러 만 길이나 되는 굳은 절벽과 같은 자세로 공(功)이 만세에 미쳤으니, 도리어 자사(子思)·맹자(孟子)보다도 더 훌륭한 점이 있다. 그러나 지성으로 글을 읽고 이치를 궁구함이 아니었다면 어찌 여기에 이르렀겠는가. 이것이 바로 《대학》에서 격물(格物)·치지(致知)를 반드시 먼저 가르친 이유이다. 대체로 선·악의 사이에 의위(依違)하는 자는 끝내 반드시 음(陰)과 리(利)와 흑(黑)으로 들어가는 것이니, 대개 인정(人情)이 이를 편안하게 여기기 때문이다. 사람에게는 음과 양이 있고, 일에는 의[義]와 리[利]가 있으며, 물건에는 백과 흑이 있는데,(음-양, 흑-백은《논어論語》의‘자리가 바르지 못함[席不正]’과,《소학小學》의‘사악한 맛[邪味]’을 가리킴) 이는 일상생활 속에 늘 서로 접하는 것이니, 너희들은 경계하여라. 엎어진 전철(前轍)을 가까이서 보면 두려운 마음이 더욱 깊은 법이니, 너희들은 이윤(尼尹; 윤선거)을 보지 않았느냐. 흑수(黑水; 윤휴)가 주자(朱子)를 공척(攻斥)할 때에, 윤선거가 처음에는 대체로 이리저리 망설이다가 끝내 그와 심신(心神)이 융회(融會)되어 겉으로는 배억(排抑)하는 척하면서 속으로는 그를 도와 세력을 이루어서 마침내는 큰 화(禍)가 하늘에 창일하고 가국(家國)이 패망하기에 이르렀다. 이 때문에 맹자와 주자가 사설(邪說)을 물리치되 죽도록 미워하기를 마치 원수처럼 여기는 데에 이르렀던 것이다. 처음에는 털끝만큼의 어긋난 것도 나중에는 천리 거리만큼 어긋나게 되는 것인데, 더구나 처음부터 크게 어긋난 것이야 더 말할 나위가 있겠느냐. 그 사람[渠 윤선거]인들 종말이 이 지경에 이를 줄이야 어찌 알았겠느냐. 애석하기 그지없다. 나는 변변치 못한 하찮은 사람으로 망녕되이 맹자와 주자가 사설(邪說)을 배척한 일을 본받아, 난신적자(亂臣賊子)는 누구든지 그를 죄줄 수 있다는 교훈을 독실히 믿은(篤信)한 소치로 결국 유배되는 참사(慘事)를 당하기에 이르렀다. 그러나 나는 조금도 후회하지 않는다. (주: '黑水'(검은 물)는 여강(驪江)을 비하하는 말이다. 여강 가에 살았던 윤휴를 욕하는 말이다. 송시열의 지독한 증오심이 담긴 말이다.) 대체로 흑수(黑水)는 ‘공자(孔子)의 이름도 못 부를 것(諱)이 없다.’ 하였고, 주자를 공척하는 것을 사업(事業)으로 삼았으며, "자식으로서도 어머니를 신하로 삼을 수 있다" 하여 성모(聖母; 현종顯宗의 비妃이며 숙종肅宗의 어머니인 명성왕후明聖王后)를 헐뜯고 공격(侵毁)하였다. 그 여파가 서로 서로 이어져 마침내는 공자를 조롱하고 업신여긴[譏侮] 말을 시제(試題)로 삼아 대성전(大成殿) 아래 내거는 일이 있기까지 하였다. 그리고 효묘(孝廟)의 세실(世室)을 너무 빨리 작성했다고 칭탁하여 기의(譏議)를 하였고, 성모(聖母)도 재차 비방을 입어 선인(宣仁)의 화(禍)가 있게 되었으며, 양현(兩賢; 이이李珥와 성혼成渾)이 성무(聖廡; 문묘文廟)에서 쫓겨나게 되었다. 문곡(文谷, 김수항金壽恒)은 성모를 높여 두둔하다가 끝내 죽임을 당하였고, 타우(打愚, 이상李翔)는 흑수(黑水)가 윤이흠(尹以欽)의 일을 잘 처리하지 못한 것을 분개하게 여기다가 방금 투옥(投獄)되었다. 그리고 광해군(光海君)의 폐모(廢母)를 극력 찬성했던 자는 은혜를 입어 방환(放還)되었고, 그리고 감히 말하지 못할 대사(大事)는 또한 차마 말할 수가 없다. 내가 진정 이때에 죽었더라면 이것이 욕(辱)이 될지, 당연한 일이었을지는 모르겠다. 주자가 선성(先聖, 공자)의 소상(塑像)이 허리가 끊기고, 이천(伊川, 정이程頤)의 도학(道學)이 금제(禁制)를 받는 때를 당했을 적에, 주자를 베 죽이자는 소장(疏章)이 끝내 한탁주(당시의 권력자, 주희를 탄압함)의 무리에게서 나왔고, 조자직(趙子直; 송宋의 재상 조여우趙汝愚)·여자약(呂子約; 여조검呂祖儉)·채계통(蔡季通, 채원정蔡元定; 이상 둘은 주희의 친구) 등 제현(諸賢)이 서로 이어 눈앞에서 죽어가는데도, 주자 문인(門人) 중에는 혹 안면(顔面)을 바꾸어 (한탁주 편에 붙어) 과거(科擧)를 보기도 하였다. 어떤 이가 주자에게 화를 당하지 말고 남몰래 이곳을 빠져나가라고 우회적으로 충고(諷諫)하자, 주자가, "내가 만일 만 길이나 되는 절벽처럼 굳게 서 있다면 어찌 우리 도(道)를 빛내는 데 도움이 되지 않겠는가." 하고, 또 우돈장(遇遯章; 한탁주를 격렬하게 비난하는 상소문)을 지었는데, (길흉을 점쳐 보고, 죽을까 두려워) 비록 이 글을 상소하지는 못하였지만 오히려 (짓고 나니) "가슴 속이 후련하다." 하였으니, 결코 후회하지 않았음은 의심할 여지가 없는 것이다. 대체로 주자의 학문은 이치를 궁구하고 심성(心性)을 존양(存養)하여 이를 몸으로 실천해서 확충(擴充)시키는 것을 주(主)로 삼고, 공경[敬]으로써 시종(始終)을 통관(通貫)하는 공(功)으로 삼았던바, 임종시(臨終時)에 이르러 문인(門人)에게 진결(眞訣)을 주었으니, 즉 "천지(天地)가 만물(萬物)을 내는 것과 성인(聖人)이 만사(萬事)에 대응하는 것은 곧음[直]뿐이다." 하였고, 다음날 문인이 또 청(請)했을 때는, "도리(道理)가 다만 이러할 뿐이니, 모름지기 괴로움을 극복하고 굳게 지켜야 한다."하였다. 대체로 공자는, "사람이 사는 것은 곧음뿐인데, 곧지 못하게 사는 것은 요행히 재앙을 면한 것일 뿐이다." 하였는데, 맹자가 호연(浩然)의 기(氣)를 기른 것도 다만 이 직(直) 한 글자뿐이었으니, 이것이 바로 공자·맹자·주자 세 성인이 똑같은 법칙을 가졌던 것이다. 그러나 글을 읽어서 이치에 밝지 못하면 곧지 못한 것을 곧게 여기는 자도 있는 것이다. 우리 사문(師門)의 교훈은 이러할 뿐이다. 그리고 우리 선덕(先德 조상의 덕)으로 말하자면, 유씨(柳氏) 할머니가 어린 시절 굳은 절행(節行)을 지킨 일과, 쌍청부군(雙淸府君, 송유宋愉)이 자취를 감추고 은둔한 일과, 서부부군(西阜府君, 송귀수宋龜壽)이 금조(禽鳥) 같은 미물을 감동시킨 효성과, 문충공(文忠公) 규암(圭菴, 송인수宋麟壽) 선생이 목숨을 버리고 충성을 다한 것과, 이씨(李氏) 할머니가 얼첩(孽妾)을 사절한 일과, 습정(習靜, 송방조宋邦祚) 선생이 간흉(奸兇)한 무리를 척절(斥絶)하다가 비명횡사한 일과, 나의 선부군(先府君) 수옹(睡翁, 송갑조宋甲祚) 선생이 몸을 돌보지 않고 절개를 세워 포전(褒典)이 빛난 것과, 충현공(忠顯公) 야은(野隱, 송시영宋時榮)이 대의(大義)를 부식(扶植)하여 백세를 용동시킨 일 등은 모두가 주문(朱門; 주자의 문하)의 정법(正法)에 조금도 부끄러움이 없으니, 아, 너희들은 힘써야 한다. 법도(法度)를 가까운 데서 보면 공(功)을 거두기가 쉬운 것이니, 너희들이 모름지기 가까이는 선덕(先德)을 지키고 멀리는 주문(朱門)을 본받는다면, 나는 죽더라도 저승에서 편히 눈을 감을 수 있을 것이다. 숭정(崇禎) 기사년(1689, 숙종15) 6월 3일에 선암(仙巖)의 죽림촌사(竹林村舍)에서 쓰다. | ” |

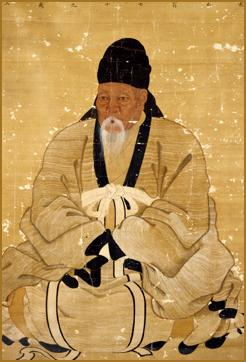
수제자이자 계승자인 권상하

국문 받기 위해 상경하던 6월 3일 정읍에서 만난 금부도사가 건넨 사약을 받고 최후를 맞이한다. 제주도를 나와 정읍에 이르자 이미 사약(賜藥)이 내렸으므로 제자 권상하(權尙夏)·김만준(金萬埈)의 손을 붙잡고 뒷일을 부탁한 후 세상을 떠났다. 송시열은 임종 때 문인 권상하(權尙夏)의 손을 잡고 “학문은 마땅히 주자(朱子)를 주(主)로 할 것이다”라고 말했다고 전한다. 곧이어 권상하에게 자신이 소장하고 있던 서책과 의복을 유품으로 물려주었다.
6월 3일 도성에 3배를 올린 뒤 사약을 받고 최후를 맞이한다. 당시 그의 나이 83세였다. 송시열은 여든세살이라는 아주 많은 나이에 사망을 했다는 점이 그것도 사약을 마시고 세상을 떠났다는 점이 아주 특이하다. 그리고 또 하나는 대신의 신분임에도 불구하고 조선시대에 대신은 역적이 아니면 사형당한 전례가 없었는데 송시열은 역적이 아니라 죄인들의 수괴 라는 애매한 죄명으로 억지 사형을 당했고 그것도 국문을 당하기 위해서 제주도에서 한양으로 올라오는 도중에 정읍에서 서둘러 사약을 마신 점이 상당히 특이한 죽음이었다. 
한 마디로 남인들과 숙종이 합작한 정치 공작이며 죄가 없어도 형벌에 해당하지도 않는 방법으로 서둘러 죽이려는 것에서 이미 부당한 집행이었으며 송시열은 무고하다는 것을 반증하고 있었다. 숙종은 환국을 통해 붕당들을 서로 싸우게 부추긴 부분이 적지 않으며 때론 필요에 의해서 쓰고 버리는 등 이번에는 남인의 손을 들어줘서 송시열을 사사했으나 명분이 없는 남인 붕당의 쓰임은 거기까지였고 그 이후 정도와 명분을 앞세운 서인들이 다시 숙종의 환국으로 집권하게 되는데 숙종을 믿고 기고만장했던 남인들은 더 이상 빛을 보지 못하고 정계에서 오랜 기간 밀려나게 된다.     
김재구의 조야회통을 보면 송시열은 오직 바를 직(直)자 한 글자로 후손들을 가르쳤다고 한다. 죽기 전날 밤 흰 기운이 하늘에 뻗치더니 죽는 날 밤에는 규성이 땅에 떨어지고 붉은 빛이 지붕 위에 뻗쳤다. 규성은 문운, 즉 학문을 상징하는 별이다. 
성격이 솔직담백하였고, 그의 문하에서 많은 인재가 배출되었으며 글씨와 문장에도 일가를 이루었다. 사사 이후 1694년 갑술옥사(甲戌獄事) 뒤에 억울한 죽음에 대해서 신원(伸寃)이 되었으며, 문묘 배향과 종묘에도 종사되는 영광을 누렸다.

### 장희빈의 왕비 책봉과 폐출
송시열이 사사되기 직전 그를 광양에서부터 정읍까지 육로로 도보수행하던 권상하가 들어가 사별의 인사를 올리자, 송시열은 그의 손을 잡고 존주대의를 실천하고 도를 밝힐 것과 항상 '곧을 직'을 행실의 사표로 삼아야 된다고 유언하였다.
| “ | 내가 일찍이 아침에 도(道)를 깨닫고 저녁에 죽기를 기대하였는데, 지금 끝내 도를 깨닫지 못한 채 죽게 되었다. 앞으로는 오직 치도(致道)만 믿는다. 학문은 마땅히 주자(朱子)를 위주로 삼고 사업은 마땅히 효종(孝宗)의 대의(大義)를 위주로 삼아야 할 것이다. | ” |

또한 송시열은 권상하에게 유서를 남겼는데 여기에서 ‘곧을 직(直)’ 자의 의의에 대해 거듭 설명을 하면서 강조하며 유도(儒道)의 맥을 이으라는 유언을 그에게 남겨주었다.
그가 사사될 무렵 하늘에서 문곡성이 떨어지고 해일이 일었다는 전설, 그가 사사될 때 하늘에 일식 혹은 월식이 발생하여 백성들이 놀랐다는 전설이 있다.
송시열이 사사되자 숙종은 희빈 장씨 소생 원자 균을 세자로 책봉하고, 희빈 장씨도 왕비로 격상시킨다.
이미 숙종은 후궁 장씨를 왕비로 올린다고 선포했으므로 장씨가 사실상 왕비였으나 숙종 14년에 사망한 자의대비 조씨의 복상기간이 아직 끝나지 않았으므로 왕비 책봉식만 거행하지 않았을 뿐이다. 숙종은 재위 16년(1690) 6월 원자를 세자로 책봉하고, 그해 10월 22일 장씨를 왕비로 책봉했다. 장희빈을 내세워 정권을 노린 남인들과 왕비 자리를 노린 장옥정의 결탁이 이때까지는 성공적으로 보였다.
사사된 송시열의 시신은 고향인 대전 회덕으로 운구 되었고, 대전과 한양에 빈소가 마련 되었다. 『숙종실록』은 “송시열의 상(喪) 때 한양 남문 밖 우수대(禹壽臺)에 모여 곡한 사람이 수천 명을 넘었다(20년 4월 1일)”고 전한다.

### 사후
그 후 5년 만에 다시 서인이 집권하자 신원(伸寃)되어 조정에서 관작을 복구하고, 1694년 수원(水原), 정읍(井邑), 충주(忠州) 등에 그를 제향하는 서원이 건립되었다. 그 뒤 문정(文正)의 시호를 내렸다. 1697년 송시열, 송상민, 권상하의 위패를 모신 남간사(南澗祠)를 건립했다.
유학자로 최고의 영예에 올랐는데 영조(英祖)에 의해 문묘(文廟)에 배향되었고, 세손 시절부터 그를 존경하던 정조(正祖)에 의해 효종(孝宗)의 종묘에 효종의 충신이라는 의미로써 종사되었는데 이는 신하로서 최대의 영광으로 모시던 왕의 종묘에 함께 추향(追享) 종사되었다. 또한 정조는 그를 공자, 맹자, 순자, 한비자, 주자에 버금가는 송자(宋子), 송부자(宋夫子)로 추대하고 국가의 스승으로 선포하였다. 대전 광역시 동구 소제동에 있던 우암 별당 기국정을 1926년 남간정사에 옮겼다. 대전시는 남간정사 옆에 우암사적 공원을 조성하여 공원 안에 남간사(南澗祠)를 새로 지어 위패 등을 모시고 있다. 장판각에 [송자대전] 목판이 보관되었다.
1756년(영조 32) 2월 23일 왕명으로 증(贈) 의정부영의정에 추증되었다. 그해 송준길과 함께 성균관 문묘에 종사되었다.
후일 송시열을 높이 평가한 정조가 친히 편찬한 앙현전심록에서 정조는 송시열을 마침내 주자에 비견될만한 성현의 반열에 올랐다. 또한 송시열을 비난하는 것은 공자와 맹자를 비난하는 것으로 못박아 그에 대한 비판을 금지했다. 1863년 이전까지 송시열의 주장에 공식으로 이의를 제기할 수 없었다.
이후 송시열의 제자와 문도들은 송시열을 송자(宋子)라 부르며 공식화했지만 영남의 남인들은 이의를 제기하였다.

### 현대
1988년 송시열의 문집인 송자대전(宋子大全)이 국사편찬위원회 주도하에 한글로 번역되어 출간했다.
1984년 7월 5일 《우암 송시열 집터》가 서울특별시의 유형문화재 제57호로 지정되었다.
2007년에는 충북대학교에 우암연구소가 설립되었다.

## 평가
일제는 조선조의 정통성을 훼손하기 위해 조선을 대표하는 성리학과 우암 폄하 작업을 전개했다. 이로 인해 우암은 일제 식민사관에 의해 폄훼를 당해 제대로된 평가를 받지 못하고 잘못 인식되어 왔다. 이것은 조선 성리학을 집대성한 우암의 사상과 기호학 전반에 관한 체계적이고 심층적인 연구를 부진하게 만든 원인이 되기도 했다.
송시열은 성격이 꾸밈없이 솔직 담백하였고 학식이 뛰어나 대학자로 불리며 문하에 많은 인재가 배출되었다. 조선 국왕 효종, 현종 두 임금이 그의 제자였으며, 송상민, 송상기, 민정중, 김기하, 김만기, 김만중, 이경화, 윤증, 민진원, 김익훈 등은 모두 그의 제자들이었다. 귀양지에서도 끊임없이 후학 양성과 학문 연구에 몰두하여 《주자대전차의》 등과 같은 학문적으로 중요한 성리학 저서를 많이 집필하였다. 송시열이 사망한 지 5년 후에 문묘와 효종묘를 비롯하여 충청북도 청주의 화양서원, 경기도 여주의 대로사, 수원의 매곡서원 등 전국 각지의 많은 서원에 배향되었다.
우암은 율곡 이이의 학맥을 계승한 기호 사림의 중추적 인물이면서 조선을 대표하는 주자학자이자 사상가, 정치가였다. 북벌론으로 국가의 자존감을 고양하고 조선중화사상을 정립하여 문화국가로 나아가는 방향타를 제시하여 영조와 정조시대 문화적 르네상스의 토대를 마련하였다.
우암 선생은 우리나라 성리학의 대표 학자임에도 불구하고 학계에서 그에 걸맞은 평가를 받지 못한 측면이 있다. 충북의 화양동을 중심으로 활동한 우암의 학문을 연구하는 일은 지역사회의 정체성을 확립하고 전통의 맥을 잇는 차원에서 매우 바람직한 일이다.
송시열의 문집인 <송자대전>이나 <효종실록> 등을 보아도 송시열이 북벌에 대한 구체적인 방법이나 준비에 대해 기술한 것이나 조정에 건의한 사례를 찾아볼 수 없다는 비판도 있다. 그러나 이는 북벌이 단순히 명분이나 군사력만으로 되는 것이 아니고 모든 백성의 의지가 결집되고 국력이 뒷받침되어야 가능하기 때문에 우선 임진왜란과 병자호란으로 피폐해진 국가의 현실을 직시하여 국왕이 백성을 먼저 돌보며 내정을 다지고 국력을 모아야 가능한 것으로 생각했기 때문이었다. 당시 서인의 영수인 송시열이 이런 주장을 한 것은 실제로 북벌에 대한 의지가 없어서가 아니라 오히려 국내외의 현실을 직시한 현실적인 판단으로 해석할 수 있으며, 효종 사후에도 북벌을 주장하는 등 북벌에 대한 의지를 꺽은 적이 없으며 갑작스러운 효종의 죽음으로 인해서 현실적인 여건상 효종이 염원하던 북벌을 결국 실행하지 못한 점을 아쉬워 하였다. 실록에서 나타난 바와 같이 사회적인 문제에도 많은 관심을 기울여 개혁에 앞장섰다. 

## 사상과 신념

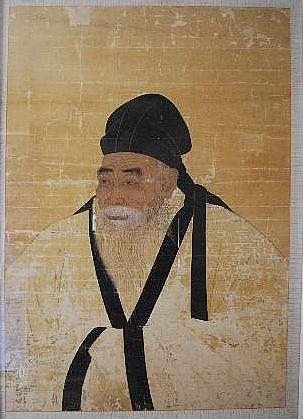
송시열 영정 (1697년작)

그는 충과 의를 인간의 최고의 덕목으로 생각하였다. 또한 그는 윤원형의 첩 정난정이 정실부인으로 승격되었을 때, 한번도 찾아가지 않은 자신의 친할머니 이씨 부인을 높이 평가했다.
그는 자신의 서모와 서자, 서녀, 서얼 출신 친족, 친족의 서자, 서녀 등에게도 예의를 갖추고 깎듯하게 예로써 대하였다. 이는 서자와 서얼을 천대하던 다른 조선의 일반적인 사대부와 달랐다.
이괄 때문에 역모로 몰릴 뻔한 서모를 배려하여 서모의 친정을 대전으로 피신시키고 그들을 돌봐주기도 했다.

### 이기론(理氣論)과 사단칠정(四端七精)
기본적으로 이기론은 이원론적 성격을 갖는데 이기이원론은 두 요소를 상대적인 동시에 상호적인 것으로 본다는 데 그 특징이 있다. 이는 존재 하는 소이연의 원리며 동시에 변화 속에서 자기동일성을 유지하게 하는 본질이다. 이에 비해 기는 소이연의 이가 존재화하는 데 갖추어야 할 터전이며, 동시에 현실 존재의 구성 요소다. 그러나 이처럼 서로 달리 규정되는 이와 기는 현실 에서는 서로 분리되어 존재하지 않는다. 이러한 이기의 관계를 하나이면서 둘이며 둘이면서 하나라고 표현하며, 그 하나임을 불리라 하고 그 둘 임을 부잡이라 했다.
그는 이기논쟁에서 理와 氣는 하나라고 하는 이기일원론을 계승하였다. 주자학(朱子學)의 대가로서 이이(李珥)의 학통을 계승하여 기호학파(畿湖學派)의 주류를 이루었으며 이황(李滉)의 이원론적(二元論的)인 이기호발설(理氣互發說)을 배격하고 이이의 기발이승일도설(氣發理乘一途說)을 지지, 사단칠정(四端七情)이 모두 이(理)라 하여 이와 기는 하나라는 일원론적(一元論的) 사상을 발전시켰다.
산림으로 이름이 알려진 이후 그의 견해를 시험하고자 많은 문인들이 이황과 이이, 조식 중 누구의 사상이 정통이냐는 질문을 받았다. 그때마다 그는 주자의 뜻을 정확히 계승하는 학자를 나는 정통으로 본다 하며 학문 연구에 있어서 당론이나 당색에 구애받지 않음을 스스로 입증하기도 했으며 그는 율곡 이이뿐만 아니라 이황의 학설도 존중하였다.  
당시부터 송시열은 학문적으로 큰 인정을 받은 대학자였는데 장원으로 과거 급제한 시제인 일음일양지위도(一陰一陽之爲道)에서 그는 사물과 진리를 바라보는 것을 주체적인 인식과 부차적인 인식으로 나누어 봐야한다는 것이다. 이 점진적인 사유의 발전 양상이 보여주는 가장 큰 특징은 기론이란 기초 위에 결합되어 있던 개념이 분리되었다는 것이다. 그 자신이 또 다른 종류의 실체를 주장하게 된 것이 더욱 중요한 전환이었다. 이렇게 해서 실체로서의 본질과 독립적인 형상으로서의 본질이 성립되었을 뿐만 아니라, 형상 자체가 또 하나의 실체라고 주장되기 시작했던 것이다. 성리학은 분명하게 형이상의 실체는 형상으로서의 리라는 개념으로 정립시켰고, 형이하의 실체는 전통적인 실체로서의 기로 수렴시켰다.
이런 점에서 보자면 역학적 관점에서 성리학적 사유는 기라는 단일한 실체 개념에 근거한 형상으로서 사유 양식을 각각 형상과 실체로 나누고 다른 방식으로 종합을 구축하려 시도했던 철학적 기획이라고 할 수 있다. 한편 변화 패턴으로서 본질은 개체 속에서 실체화된 형이상의 형상과 형이하에 의한 변화를 설명하는 일음일양속에서 유지되었다. 이기론적 해석 속에서 일음일양은 음양의 주기적인 교체를 의미하는 것으로 해석되었기 때문이다. 나아가 도는 일음일양의 과정 속에 포함된 리와 기의 존재로 말미암아 변화의 패턴이 단일한 개념이 되었다.
기론적 해석이 세계의 음양을 본질로서의 실체라는 단일한 이론 속에서 관계를 이루는데 반해 역학적 사유의 이기론적 해석은 형이상의 리가 형이하의 실체로서의 기를 자신의 일음일양이라는 방식으로 드러낸다는 점에서 볼때 일음일양지위도의 기론적 해석은 개체 내에서 상호 관계를 사유하는 서구적 전통과 유사하다는 것을 알 수 있다. 반면에 이기론적 해석은 리 개념이 갖는 형상성과 성격으로 개념적 관점에서 보자면 양자의 공통성은 실체로서의 본질과 형상으로서의 본질이라는 두 가지 원형적 사유의 축이라는 점이고 차이는 실체와 형상의 관계에 달려 있다는 것이다. 한쪽에는 단일한 형상이라는게 지배적인 반면 다른 쪽에서는 존재론적 성격을 달리하는 형상과 실체의 상호 결합이라는게 지배적이기 때문이다.
송시열은 이것에 대한 자신만의 독창적인 해석을 통해 자신의 성리철학 사상의 핵심인 직(直)사상과 이기론의 이론적 배경이 되는 도기형삼건물사설을 주창하였다. 그의 직 사상에서 직의 길은 의에 상응하게 되고 도와 함께하는 주체적 사람의 도, 즉 인성과 심성이 되며 그 직의 근원은 리의 직에 두고 있기 때문에 송시열 사상의 직과 일치하는 것이다. 
우주 만물은 理에 의해 존재하고 또 생성 변화하게 되는데 이 理의 작용은 直으로 마침내 드러나기 때문에 直의 道와 일치되고 또 理의 直이 구체화된 것이 인간의 참된 길을 즉 도리를 의미한다는 것이다. 또한 우암 송시열은 태극(太極)을 본래의 오묘함을 나타내는 것으로 여겨서 이러한 개념을 통해 근본적인 道를 지극하고 세밀하게 탐구하려 했다. 송시열은 주자와 율곡을 계승하여 발전시킨 태극을 강론하면서 그는 또한 성리학이 설명한 태극의 도를 충실히 완성시키려 했다.
그런데 성리학의 이기론은 단순히 세계에 대한 해명에 그치지 않는다. 그것은 인간 존재에 대한 해명을 위해서도 제기되며 더 나아가서는 인간의 가치를 위해 생겨난 것이기 때문에 여기에서 많은 예법과 윤리 이념등의 논리적인 문제가 파생하게 된다. 그 중에서도 理氣 관계에 있어서 생성론적 선후의 문제와 가치론적 경중의 문제가 대표적이라 할 수 있다. 순수하게 존재론적인 관점에서 보면 이기의 관계는 현실속에서 분리될 수 없기 때문에 불상리(不相離)다. 한편, 이선기후와 이중기경을 내세워 이기의 불상잡을 강조하는데는 강한 가치론적인 시각을 표출한다. 이렇게 보면 주자에 의해 확립된 성리학의 이기이원론은 사실상 이(理)우위를 전제한 이론임을 알 수 있다. 
그에 따르면 우주가 이와 같은 변화 작용을 하지 않을 수 없는 것은 그와 같이 추진하는 동력이 있기 때문인데 그것을 가리켜서 변화 작용의 본체라고 한다. 우주 안에서 벌어지는 변화상은 한 번 양이 되고 한 번 음이 되는 과정의 순환이다. 대자연에서는 모든 것이 상호작용을 한다. 하늘의 기운은 땅에 영향을 주고, 땅은 하늘의 영향을 받아 자신을 변화시키는 동시에 하늘에 영향을 주는 순환의 연속이며, 그 가운데 사람이 하늘과 땅의 교감을 받아 다시 자연에 영향을 미친다. 
그는 이러한 상호 교감 작용을 끊임없이 되풀이하는 것이 자연의 도이며 음양론의 변화 이치를 설명하는 일음일양지위도는 낮이 가면 밤이 오는 것 번성기가 가면 쇠퇴기가 오는 것과 같고, 음양의 논리는 교감의 논리이므로 즉 음과 양의 전환에 대해서 한 번 음하고 한 번 양하는 것을 도라고 한다. 또 음과 양이 분명히 반대의 관계에 있지만 서로 모순관계가 아니라 서로 돕는 관계 즉 서로 상대가 존재함으로써 자기가 존재 할 수 있는 관계라고도 주장한다.
송시열은 성리학적 학문의 원리를 국가 통치 이념으로 내세우는 한편 음양의 조화 차원에서도 여성의 사회참여나 교육과 같은 혁신적인 정책과 대동법이나 호포제를 실시하고 노비종모법(奴婢從母法)과 서얼제를 폐지하는 등 민생에 도움이 될 수 있는 실제 정책에도 관심이 많았다. 당시는 양난을 겪은 혼란기라 최대한 빨리 국가 운영의 바탕 사상과 제도를 정립하고 어떻게 하면 정립된 정통 국가윤리를 바탕으로 도덕적인 삶을 살 수 있는가를 논하는 국가 재건을 위한 시기였는데 기의 작용과 변화 원리를 나타낸 구체적인 개념과 이론이 바로 음양론이다. 모든 것은 변화하고 있으며 그 안에 존재하는 나도 변화한다는 것인데 변화에 대응하기 위해 중요한 것은 외적인 변화보다 내면에 대한 성찰이다.
송시열이 강조한 것은 바로 자기 수양이며 내적 성찰을 통해 스스로를 재건하게 만드는 역할을 한다. 송시열은 이것을 통해 왕과 제자, 그리고 신하 및 백성들에게 주어진 상황을 잘 살피고 그 속에서 최선을 다하여 자신의 운명을 스스로 만들어 나가고 함께 극복 하자고 요청하고 있다. 또 하나의 논리는 극즉반이다 이는 하나의 상황이 극한에 이르면 반전이 일어난다는 상황 전환의 논리다. 
즉, 흥한 것은 다시 망하고 위태로운 것은 다시 안정을 찾는 것이 자연이라는 것이다. 길흉이란 고정불변의 결과가 아니라 인간의 노력에 따라 극복할 수 있다는 것이다. 송시열이 당면한 당시의 국난을 극복하려는 논리가 바로 여기에 있다. 그리고 송시열은 여기서 한 번 더 선(善)을 강조한다. 선행과 덕을 쌓아야 비로소 성취를 이룰 수 있다고 한다. 즉 오랑캐의 침략으로 잦은 국난을 맞아도 당당하게 선을 행하고 덕을 쌓으면 상황을 바꿀 수 있다는 의미다. 
하지만 송시열은 여성들에 대한 차별이 심했던 조선의 유교적 사회에서도 여성들에게 인간답게 살게 해야 되고, 인간답게 살려면 자기의 몫을 다해야 되며, 예의와 염치와 도리를 알 의무가 있다고 생각했다. 송시열은 여성들에게도 문자를 가르치고 효와 충과 신의를 강조하였으며 소학(小學)과 사서삼경을 가르쳤다. 한학을 교육받지 못하여 한문의 뜻을 해석하지 못하는 여성들을 배려해 사서육경을 한글로 번역한 책을 여성들에게 배포해서 가르치기도 했다. 이렇듯 여자와 노비의 인권을 생각하며 현실적 제도와 방안을 통해 학문과 사상을 실현하려고 했던 인물이 송시열이었다.
조선 성리학 흐름에서 율곡 이이과 송시열을 통해 주자의 理 우위적 이기이원론이 주류를 이루게 되는데 존재론적 관점에서 理氣의 불리(不離)를 강조하는 송시열의 이기론은 존재와 가치를 함께 아우르는 주자학 연구를 통해 계승한 것이었다. 이때문에 그의 이기론은 이기일원론이기도 하며, 그의 이기론은 기호학파로 계승된다. 이는 자연법칙뿐만 아니라 사람 마음 역시도 기발리승으로 관철되어 있다는 입장이다. 이처럼 세계를 포괄하는 원리가 바로 율곡의 기발리승일도(氣發理昇一道)였던 것이다. 율곡도 理가 氣의 주재라는 점은 인정하지만 기발리승의 명제에서 기의 자발적인 운동의 역량에 놓여 있으며 이것이 바로 퇴계의 호발설과 대비되는 지점이었다.
그에 따르면 율곡은 理와 기가 하나이면서 둘이 되는 실상을 보고 理와 氣가 오묘하게 결합하여 서로 떨어져서 존재할 수 없다는 원칙은 理와 기가 하나가 되는 근거가 되고 理는 스스로 리요 氣는 스스로 기라서 서로 섞이지 않는 원칙은 理와 氣가 둘이라는 점을 뒷받침한다는 것이다. 다시 말해 송시열은 리와 氣의 양면적 상호 관계를 포착한 것이다. 
송시열이 보기에 리와 기의 관계에 대한 율곡의 통찰은 理氣가 각기 고유한 영역을 가져서 둘로 나뉘인 부분을 보지 못하고 하나로 여긴 오해라는 분석이다. 그리고 理기가 하나로 섞여 따로 각기 발동할 수 없다는 점을 간과하고 호발을 주장한 퇴계학의 비판으로 이어진다 송시열은 율곡의 관점이 리기의 양면적 관계성 곧 불상잡과 불상리의 원칙을 균형있계 파악한 반면 퇴계학파는 모순과 불균형에 빠져 있다고 분석했다. 주자는 음양을 리가 올라타는 것이라 해석했는데 율곡은 스스로 그러한 것일뿐 리가 그렇게 하도록 시키거나 理 자체에 있는 것이 아니라고 봤으며 송시열은 여기에 동의했다. 이것은 음과 양이 움직임의 주체가 되고 그러한 상태에 理가 타는 것이기 때문이다 이처럼 송시열에게 음양의 작용은 태극이나 理가 의존하는 기의 운동이다. 理는 氣의 운동이 발생하는 이유이자 원칙이며 발생론적 힘을 가진 운동의 주체로 여기진 않는다. 理가 움직이는 것이 아니라 氣 스스로 그러한 것이라는 주장은 당연히 리발을 긍정하는 퇴계의 주장에 대한 반론이다.
理가 스스로 움직이지 않는 것이라면 당연히 사단이란 감정에서도 리발의 가능성은 부정된다. 송시열은 리의 동을 부정하는 점에서 율곡을 긍정하지만 理가 기로 하여금 움직이게 하면서 고요하게도 한다는 학설에서는 독자적인 해석을 전개한다. 분명히 기발적인 역량에 귀속되어 외부의 어떤 존재가 그렇게 하도록 시키는 것이 아니라고 주장한다. 송시열은 리가 음양 동의 氣로 하여금 그렇게 동한다는 새로운 관점을 제시한다.
송시열은 태극이 본연의 오묘함이고 동은 태극 곧 理가 승하는 틀이라고 본다. 氣가 아니면 리가 의지할바없고리가 아니면 기가 근거할바 없다는 것이다. 주자와 율곡을 계승하면서도 송시열은 자신의 새로운 주장을 계속 전개하는데 그에 따르면 음앙과 동은 기가 격동하는 양태에 해당하며 그러한 작동을 시키는 존재가 바로 리다. 앞서 보았듯 율곡은 리가 타는 기틀 곧 기발적 힘으로 정이 발생하지 외력으로 그렇게 되는 것이 아니라고 분명히 한다.
그런데 송시열은 理가 아니면 기가 근거할 바가 없다는 주재설을 심화해서 리가 기의 동과 음양이 그렇게 되도록 한다고 풀이했다. 기가 자발적인 발동의 역량을 가지며 그러한 발동의 존재이유로 리가 있는 것이기 때문이다. 이러한 기발리승일도의 원칙에 따라，칠정이 마음의 모든 움직임을 포괄하는 총칭이 되고 사단은 그 가운데 선한 부분만 골라서 말한 것에 불과하다고 주장한다. 다시 말해 맹자가 제시한 사단은 칠정 가운데 선한 감정을 내어 본성이 선함을 보여주는 단서로 여겨서 사단이라고한 것이지 칠정 밖에 사단이 따로 있는 것은 아니라는 것이다. 이른바 사단은 칠정 가운데 선한 부분만을 뽑야낸 것으로 보는 것이다. 칠정은 理와 氣를 합한 감정인데 비해 사단은 오직 리의 측면이기 때문에 사단이 칠정에 포함되는 것이다.
사단은 순수한 본연지성에 칠정은 본연지성이 기질에 놓인 기질지성에 대응되며 두가지 본성이 있거나 감정이 있는 것은 아니다. 이처럼 리와 본연지성과 기질지성 사단과 칠정이 모두 상이한 존재로 분리되는 것이 아니라 결합되어 있고 다만 인식하는 범위만 다툴 뿐이라고 본 것이다. 송시열은 사단과 칠정이 실제로는 하나라고 말한다. 송시열은 현상적인 마음으로 발현되는 본성을 기질의 제약이라는 관점을 중심으로 설명한다. 본연지성이 기질에 떨어져 있는 것을 기질지성이라고 한 논리에 따르면 감정의 형태로 발현되는 본연지성 곧 인의예지의 본성은 기질의 조건에 의하여 달라진다.
따라서 송시열은 수양론적인 공부의 필요성과 연결지어 본연지성과 기질지성을 구분한다. 송시열은 맹자가 말한 성선설이 비록 이념적으로 선하더라도 그것이 현실화되는 과정은 기질의 조건에 종속된다고 보았다. 다시 말해 본성을 드러내는 기가 맑으냐 탁하냐 하는 청탁의 조건에 따라 그 발현의 범위가 달라지는 것이다. 이런 관점에서 송시열은 비록 본연지성의 측면에서 성인과 범인이 동일한 본성을 갖고 있는 것이지만 실제 기질지성의 관점에서 보면 모든 사람의 지성적 역량과 윤리적 가치는 천차만별이라고 진단한다. 
본연지성은 모든 사람이 공유하는 이념적 동일성을 보여주지만 실제 현실에서 작용하는 것은 기질적 조건에 제약된다는 것이다. 이념적인 성선의 논리만 믿고 기질을 변화시키는 공부와 자기 수양을 하지 않는다면 성현의 지위에 도달할 수 없다면서 지극히 선한 본성이 마음 속에 내재해 있어도 기질적인 조건이 항상 외부에서 구속하게 되고 따라서 치우친 기질을 극복하고 변화시키는 공부와 수양을통해 본연이 회복된다고 보았다.
당연히 이러한 관점을 기질적 조건에 구속되어 실현되는 감정의 양태가 순수하게 선할 가능성은 많지 않다. 모든 선한 본성은 기질에 의해 달라지기 때문이다. 송시열은 기의 존재 근원이 되는 리의 주재성을 더욱 강조해서 조선의 역량을 긍정하고 기선리후(理先氣後)의 논리를 음양 상호적 생성관계로 통합해서 당면한 국가 정치 이념으로 삼기를 희망했다. 특히 존경하는 주자와 율곡의 관점을 더욱 심화해서 음양의 순환과 생성을 적용하는 특색을 보여준다. 송시열은 사단칠정이 본성에서 나온 감정의 양태는 다르지만 존재론적 근원은 동일하다고 보았다.
동일한 존재의 근원이 되는 본성은 기질의 조건에 구속된 기질지성으로 구분되는데 그는 실존적 현실을 구성하는 기질지성에 주목해서 사단칠정의 문제에 접근한다. 따라서 율곡 퇴계가 사단을 선한 감정으로 봤지만 그는 기질의 실존을 중시하여 사단에도 부중절이 있다고 주장한다. 경전적 근거로서 미발의 중과 이발의 중절을 구분하는 경험적인 감정의 중절이 순수한 내연의 영역으로 환원될수 없음을 보여주었다.
그리고 기본적인 샤유체계의 측면에서 그는 우선 기발리승의 원칙을 철저하게 적용해서 기의 맑음에 따라 사단도 중절과 부중절의 양면이 있음을 규명했다. 송시열은 본성 또는 리 인심 인욕 또는 악으로 이어지는 구도속에서 감정의 악이 궁극적으로 본성과 리에 근원한다는 원칙을 규명한다. 이와 같은 근거로 사단부중절을 주장한 송시열은 사단칠정론을 당시 혼란한 조선의 사회적인 규범에 맞느냐 하는 중절의 연구와 논리전개를 통해 인심도심설(人心道心說)로 전환하게 된다. 
도덕성의 실현과 관련해서 보면 사단부중절이 있다는 송시열의 시각은 인간의 선한본성이나 감정에 대한 신뢰보다 실존적 제약의 현실에 대한 염려가 더크다고 할 수 있다. 이러한 시각은 사단에 대해 순수한 맑은기와 자기실현의 의미로 성리학을 비롯 퇴계와 율곡을 계승 발전시키려는 의지라고 할 수 있다.

### 주자가례
그가 예송 논쟁에서 1년을 고집한 것은 주자가례에서 주희가 장남 이외의 모든 자녀를 서자(庶子), 뭇 서(庶)로 해석하여 장남 이외의 모든 아들들은 중자(衆子)로 간주하여 1년복을 입어야 된다고 했기 때문이다. 그러나 남인은 이를 송시열이 다른 마음을 먹은 것이라고 공격했다. 이와같이 남인들은 정치적인 목적으로 학문적인 왕실 예법 문제를 왕에 아첨하며 끌어들여서 정쟁으로까지 비화시켜 자신들의 정치적 목적을 달성하는 술수를 거듭해 학자나 사대부답지 않은 행동으로 일관하였다. 송시열은 처음에 윤휴의 이론을 이론으로 받아들이고 반론도 제기했으나, 윤선도 등이 정치공세를 처음 시작 하면서 남인들에 의해 이는 학문적 논쟁에서 정쟁으로 변질되기에 이른다.
윤선도와 허목이 송시열을 사형시켜야 된다고 주장하였고, 윤선도는 송시열 자신이 가르친 효종의 정통성을 송시열 자신이 부정했다는 인신공격성 비난을 하여 송시열을 분노하게 했다. 제1차 예송 논쟁에서 패한 이후 남인들이 송시열의 사형을 주장하면서 그는 남인에 대한 증오와 편견을 갖게 되었고, 윤휴는 처음엔 송시열의 사형을 직접 주장하지는 않았으나, 나중에 사형을 주장하는 윤선도 허목 등 남인들에 동조했으며 학문적으로는 공자와 주자보다 자신이 더 고명하며 자신이 맞고 율곡과 퇴계도 틀리다고 주장한데 이어 윤선도, 허목을 옹호하여, 윤휴에 대한 개인적인 미움을 싹트게 하였다.

### 사회 문제
송시열은 유교 예법을 고수하여 매우 보수적일 것이라는 편견을 일제 식민사관에 의해 아직도 왜곡 받고 있지만 실제 사회와 민생 여성과 노비의 인권 문제에도 상당한 관심을 가지고 여러 대안을 제시할 정도로 개혁적이었다. 양반에게도 군포를 부과하는 호포제의 실시를 주장하였으며 양반의 노비 증식을 억제하고 양민이 노비화되는 것을 막는 노비종모법을 주장하였다. 평안도와 함경도 인재를 차별없이 공평하게 등용하고 서얼에게 관직을 줄 것을 주장였으며, 과부에게 절개를 지킬 것을 지나치게 강요하는 것은 비인간적이라고 하여 양반부녀자들의 개가와 재혼을 허용할 것을 주장하기도 하였다.
또한 양반들이 군비부담을 회피하자 양반들의 군비 부담을 연구했으나 양반들의 비협조와 반대로 인해서 현실적으로 실행이 불가능하다고 판단, 그 대안으로 양민들의 군비부담을 줄이는 호포제의 실시하였다. 군포를 납부하면서 납부 수를 대장에 기록, 문서화하여 군비 부담의 비리, 폐단을 없앴다.

### 정치적 대의
그는 반역과 배신, 변절을 미워하였고 경멸했다. 의리를 저버리는 것, 배신하는 것, 절개를 훼손하는 것을 가장 수치스럽게 여겼다. 그가 자신의 친구인 윤선거를 비판했던 것은 그가 병자호란 당시 강화도에서 혼자 살아나온 것을 의리를 저버린 것, 배신행위 또는 변절하여 절개를 더럽힌 것으로 인식한 것이 이유였다. 억울하게 죽임을 당한 소현세자빈 강씨의 복권 여론을 조성했고, 사육신의 신원과 명예 회복, 생육신의 포상을 주장하였으며, 노산대군과 여산군부인을 다시 왕과 왕비로 복위시켜야 된다고 주장했다.     
그는 자신의 유배를 순교라고 확신했다. 자손들과 질손들에게 남긴 유서에서 '맹자와 주자가 사설(邪說)을 물리치되 죽도록 미워하기를 마치 원수처럼 여기는 데에 이르렀던 것이다. 처음에는 털끝만큼의 어긋난 것도 나중에는 천리 거리만큼 어긋나게 되는 것인데, 더구나 처음부터 크게 어긋난 것이야 더 말할 나위가 있겠느냐. 그 사람[渠 윤선거를 가리킴]인들 종말이 이 지경에 이를 줄이야 어찌 알았겠느냐. 애석하기 그지없다. 나는 변변치 못한 하찮은 사람으로 망녕되이 맹자와 주자가 사설(邪說)을 배척한 일을 본받아, 난신적자(亂臣賊子)는 누구든지 그를 죄줄 수 있다는 교훈을 독신(篤信)한 소치로 결국 유배되는 참사(慘事)를 당하기에 이르렀다. 그러나 나는 조금도 후회하지 않는다.'라고 하였다. 유배와 1689년 사형에 이르러서는 그는 자신의 사형을 고통이라 생각하지 않고 의를 위한 당연한 순교로 믿어 의심치 않았다.

#### 신덕왕후 복권 운동 주관
1669년(현종 10년) 우암 송시열에 의해 신덕왕후 복위가 건의되었다. 서인은 당론으로써 신덕왕후를 복권시켜야 된다는 여론을 조성하였다. (신덕왕후는 태조 이성계의 두번째 부인인 강씨였다. 그녀는 자기 소생의 방석을 세자로 세우려 했다. 그녀가 죽자마자 방원이 그녀 소생의 자식 둘과 정도전 등을 죽이는 쿠데타를 일으켜 후에 태종이 된다. 태종은 그녀를 증오해서 그 무덤인 정릉을 헐어버렸다.)
| “ | 태종대왕께서는 성대한 덕과 순일한 효성이 천고에 탁월하시니 요임금이 전하듯, 순임금이 이어받듯 질서가 정연하다고 사변에 대처할 방법이 없었으나 유독 신덕왕후에 대해서만 능침의 의절에 손상이 있고 배향하는 예가 오래도록 결손되었습니다. 이는 당시의 예관이 예의 참뜻을 몰라 이렇게 된 것에 불과합니다. | ” |

형식은 송시열의 상소를 현종이 받아들이는 것이었다. 그 과정에서 태종의 잘못된 조치를 바로잡는다고 할 수 없으니 모든 죄는 당시 태종을 보필했던 신하가 뒤집어 쓸 수 밖에 없었다. 서인들은 만장일치로 지지를 보냈고, 남인이나 기타 군소집단도 반대할 수가 없게 됐다. 이로써 신덕왕후는 복위되어 종묘에 모셔지고 정릉은 왕릉으로서의 상설을 갖추게 되었다.

#### 단종, 사육신 복권 운동 주관
1680년대에는 송시열을 중심으로 단종 복위 여론이 조성되었다. 노산군을 추복하는 근거로 노산군이 세조에게 양위하였고, 세조가 노산군을 상왕으로 모신 것이며 쫓아낸 것은 아니다. 또한 단종을 죽게 한 것도 세조의 본심이 아니라는 것이다. 그는 세조가 사육신을 “당대에는 난신(亂臣)이나 후세에는 충신(忠臣)”이라한 것 역시 단종 복위의 근거로 제시하였다.
결국 송시열의 그와 같은 노력으로 1691년 사육신은 충절의 상징으로 복권되고 1694년(숙종 20) 갑술환국 직후에는 노산군이 대군으로 승격되었다가 곧 추복되었다. 노산군은 묘호를 단종(端宗)이라 하고, 능호를 장릉(莊陵)이라 했다.

### 만동묘 설립의 취지
우암은 1689년에 제주로 유배의 길을 가면서 수암 권상하에게 화양동에 만동묘를 세울 것을 부탁하는 편지를 보냈다. 그 편지의 마지막에 '만동묘에서 명나라 신종(神宗)과 의종(毅宗)을 제사지내는 이유를 이야기한다. 임진왜란 때 조선을 도와준 신종에게는 멸망하는 나라를 지켜준 은혜에 보답하는 의리(義理)를 다하는 것이요, 의종에게는 나라가 망하면 국왕이 죽음으로써 책임을 져야 한다는 정도(正道)를 보여주기 위해서'라고 하였다.
명나라를 정벌한 청나라를 원수로 보았고, 이는 그가 죽을때까지 신념으로 간직하고 있었다. 수제자인 권상하에게는 명나라 신종과 의종의 위패를 제사지내고, 중국의 은혜를 영원히 기억하도록 유지를 내려 만동묘와 화양동 서원을 건립케 하였다.
명나라를 정벌한 만주족(여진족)을 원수로 여겼으며, 병자호란과 정묘호란으로 청나라 오랑캐들에 의해 국토가 유린당하고 백성들이 도륙되자 청나라에 대한 원한이 극에 달했고, 그는 북벌론을 주장하였다.
효종과 함께 병력 양성과 북벌을 준비했으나, 효종의 갑작스러운 죽음과 남인에 의해 시작된 예송 논쟁에 휘말려 북벌론을 실행시키지는 못했다. 이후 북벌론을 공식적으로 주장하지는 않았으나 그는 임종때까지 북벌에 대한 신념을 유지했다.

### 인간관
그는 자신을 찾아오는 이에게는 누구에게나 깎듯이 대하였고, 사람을 만날 때는 누구에게나 열린 자세로 대하였다. 신분에 구애됨 없이 누구에게나 편견 없고, 사심없이 대하였다. 그러나 성리학이나 주자, 공자와 맹자를 비판하거나 유교사상을 부정하는 자는 거침없이 규탄하였다.
그는 예의와 염치, 인간의 도리를 중요한 덕목으로 여겼고, 이를 평생 신념으로 삼았다. 그는 예의와 염치, 인간의 도리를 알기 위해서는 배움, 교육이 중요했고, 예의와 염치, 인간의 도리를 밝히는 길이 성리학에 있다고 봤다.
그는 한 사람이 사람답게 살아가려면 자신의 몫을 다해야 된다고 봤고, 그 자신의 의무를 다 하는 방법 역시 성리학에 있다. 그는 양반 사대부에서부터 평민, 당시 사람 대접을 받지 못하던 상민들과 여성들에게까지도 성리학을 가르쳤다. 배움을 구하는 자에게는 신분의 귀천을 가리지 않고 문하에 출입시켜 가르쳤다. 그가 유배된 뒤에는 유배지까지 그에게 배움을 청하러 문인들이 따라왔다.

### 율곡 이이에 대한 관점
인조 반정 이후 율곡 이이와 우계 성혼을 문묘에 종사하는 일을 두고 서인과 남인 간에 갈등이 벌어졌다. 인조 즉위 초부터 시종 율곡 이이와 우계 성혼의 문묘 종사를 놓고 논란이 발생했다. 남인 중에서 율곡과 우계의 문묘 종사를 반대한 핵심 인물들은 미수 허목과 고산 윤선도, 백호 윤휴 등이었다. 그러나 허목과 윤휴가 율곡 이이를 불교 승려이자 노장 사상을 가진 위학자로 몰고 가자 송시열은 이이를 두둔하며 그들에 대한 감정적인 비판을 하게 된다.
이이는 19세에 어머니 신사임당의 갑작스러운 죽음의 충격과 아버지가 바로 재혼해서 얻은 계모와의 갈등으로 금강산에 들어가 1년간 승려로 생활하였다. 그러나 후에 그의 정적들은 이를 두고 그가 학자의 탈을 쓴 중(불교 승려)이라고 비난하였다. 율우(栗牛)의 문묘종사 논쟁이 벌어지자 허목은 이이를 유학자의 옷을 입은 불교 승려라고 비판했다. 윤휴도 허목과 같은 시각에서 이이를 비판했다.
율우(栗牛)의 문묘종사 논쟁이 벌어지자 허목은 이이를 유학자의 옷을 입은 불교 승려라고 비판했다. 허목이 율곡 이이의 문묘 종사를 반대한 명목은 그의 학문이 유교가 아닌 불교에 바탕을 두었다는 것이었다.
학문에는 차례가 있고 공(功)에는 순서가 있다. 율곡은 한갓 큰 것을 이기려는 굉장한 논의를 갖고서 자신이 (싸움에서) 이기기만을 힘썼다. 그는 '먼저 중요한 길을 찾아 문정(門庭)을 훤히 연 뒤에라야 정해진 방향이 없이 널리 배울 수가 있다'라고 하였다. 이는 도(道)를 보는 것을 먼저 하고 학문을 뒤로 돌린 것으로 학문 방법을 거꾸로 한 것이다. 이는 불교의 돈오법(頓悟法)이지 공자의 가르침이 아니다.

윤휴도 허목과 같은 시각에서 이이를 비판했다.
울곡 이이가 성학집요(聖學輯要) 서문에서 말하기를 '먼저 요로(要路)를 찾아서 문정(門庭)을 확실히 연 후에 정해진 방향 없이 널리 배우라'고 했는데, 이 말은 크게 잘못되었다. ...(이하 중략)... 율곡의 말처럼 한다면 근본을 세움이 확실하지 못하고 방향이 정해지기도 전에 요로와 문정을 얻게 되는 것이니 이 무슨 말인가? ...(이하 중략)... 이는 불가(佛家)의 거꾸로 배우는 방법이지 공자의 가르침이 절대 아니다.

허목과 윤휴에 의하면 율곡은 유학자가 아니라 유학자의 옷을 입은 불교 승려에 불과한데 승려를 어떻게 문묘에 종사하느냐는 비난인 셈이었다. 허목의 비판은 결국 율곡 이이의 출가 경력을 정치적으로 이용해 그의 문묘종사를 막으려는 당파적 비판에 지나지 않는 것이었다. 남인 중에서 율곡과 우계의 문묘 종사를 반대한 핵심 인물들은 미수 허목과 윤선도, 윤휴 등이었다. 어린 시절 한 때의 방황을 가지고서 이들은 이해보다는 좋은 당쟁의 구실로 삼았다. 허목, 윤휴 등이 이율곡을 유학자가 아니라 불교 승려라고 남인들이 비난하자, 분노한 송시열은 허목과 윤휴를 규탄하였다.

### 서예관

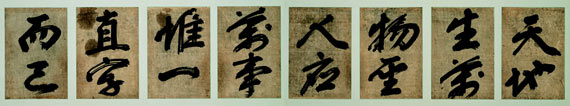
주자의 명언을 병풍으로 제작한 '주자명언 십곡병풍'

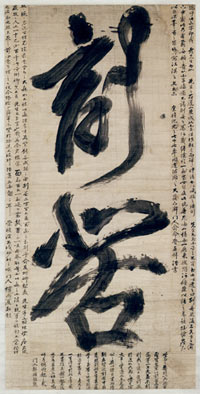
서예작 각고

그는 서예 역시 하나의 도학으로 생각하였다. 글씨에 대한 미학적 입장 또한 동춘당과 우암은 창고(蒼古)함을 추구한 미수 허목과는 뚜렷이 차이가 난다. 즉 동춘당과 우암은 글씨를 심획(心劃)이자 덕성(德性)의 표출로 간주하면서 기교가 아니라 마음수련과 동일하게 생각한다. 물론 이것은 글씨를 도학(道學)연마의 연장으로 보는 이황이나 이이 등과 같은 입장이다. 실제 송시열은 이황의 서첩을 보고 “따뜻하고 도타우며 편안하면서도 화목한 뜻이 뚜렷이 필묵의 테두리 밖에 나타나 있으니 옛 사람들의 덕성이 어찌 오직 언행이나 사업에서만 볼 수 있겠는가”하고 감탄하였다.

### 유배, 사사에 대한 관점
송시열 자신은 자신의 사약을 순교로 해석했고, 유배생활을 정도를 걷는 자에 대한 사도의 탄압으로 여겼다. 이는 그의 제자들에게도 그대로 전해졌다. 송시열의 사후 그의 제자였던 권상하 역시 송시열의 죽음을 순교로 해석하였다.
권상하는 "윤증이 (사사로운 마음으로) 윤휴, 허목의 무리와 함께 조작한 것"이라며 윤증과 허목, 윤휴가 술수를 꾸며 송시열을 죽게 했다고 굳게 확신하였다. 권상하는 송시열의 묘비문을 쓰면서 "윤증이 (사사로운 마음으로) 윤휴, 허목의 무리와 함께 조작한 것"이라는 글귀가 문제시되어 다시 노론, 소론간의 갈등을 유발하기도 했다.

### 윤휴와의 관계
송시열은 윤휴와 어릴 적부터 가까이 지낸 사이이자 친구였다. 예송 논쟁 초반까지만 해도 송시열과 윤휴는 서로를 당이 다른 양반 정도로 인정하였다. 그러나 예송 논쟁이 터지면서 둘은 원수로 돌변한다.
송시열과 윤휴는 비록 멀지만은 같은 문중과 혼인한 인척관계였다. 송시열의 증조부였던 송구수(宋龜壽)는 윤휴의 조상인 윤형(尹衡)과 함께 고성이씨(固城李氏) 이원(李原)의 후손이었던 군수(郡守) 이구연(李龜淵)의 딸들과 결혼하여 동서지간이었다. 송시열과 윤휴는 같은 진외가를 공유하고 있는 사이였고 대대로 먼 인척 관계를 유지해 왔고, 두 집안 모두 오래전부터 친밀한 사이었다. 그런데 윤휴가 당시의 주자학에 대한 비판적 견지를 내 비추자 주자(朱子)의 열렬한 숭모자인 송시열은 이를 대단히 불쾌하게 생각했다. 윤휴가 또 송시열에 대해 예법 문제로 사형을 무고한 윤선거, 허목 등과 같이 활동하면서 송시열과 윤휴 둘의 관계는 틀어지게 된다.
윤선도는 송시열이 종통을 부정했다면서 왕에 붙어서 곡학아세로 송시열을 인신공격했다. 이후 윤선도와 허목의 송시열 사형 주장과 남인의 거듭된 공격으로 감정이 악화되었고, 윤휴가 윤선도와 허목을 옹호하면서, 절교하게 된다. 이때 그는 윤휴가 성리학과 주자가례, 주자의 사상을 비판한 바 있었으므로 학문상 이유로 절교(絶交)를 선언하였다.
절교 이후 그는 윤휴를 가리킬 때 이름이나 성 대신 참적, 적휴, 흑수(黑水) 등으로 불렀다.

### 윤선거, 윤증 부자와의 인척 관계

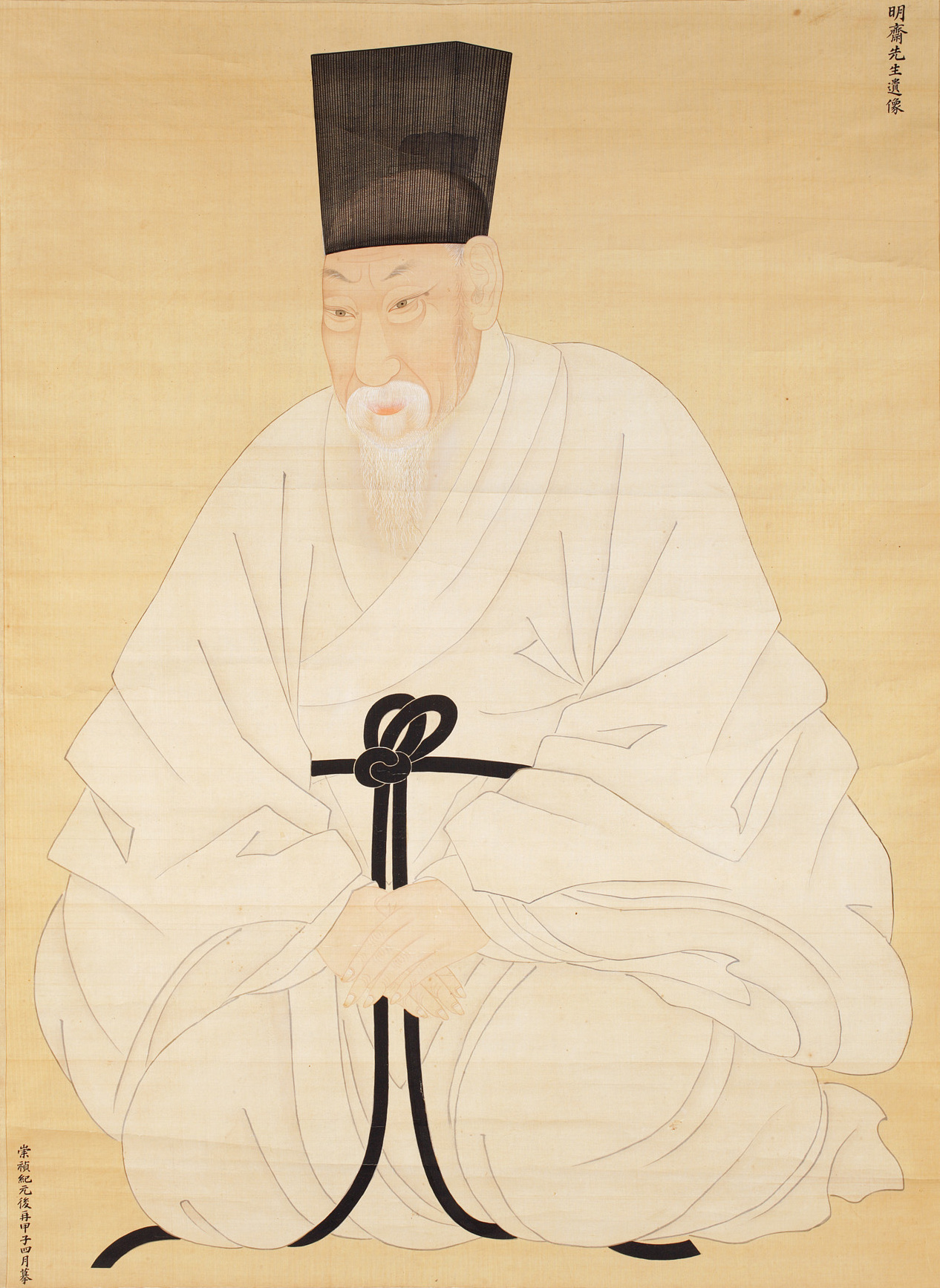
윤증 초상

윤증(尹拯)과도 인척관계였다. 송시열은 윤증의 아버지인 윤선거와 개인적으로 친구였다. 그러나 병자호란 당시 윤선거 혼자 빠져나온 강화도 사건을 계기로 윤선거를 비판하면서 윤선거와의 관계가 멀어진다. 이는 윤증과의 관계 악화로까지 이어져 회니논쟁과 노론, 소론 분당의 원인이 된다.
윤증은 송시열의 제자였고, 윤선거는 송시열의 어릴 적부터 친구였다. 그런데 윤선거의 할아버지 윤창세(尹昌世)는 윤황(尹煌)과 윤전(尹烇) 형제와 딸 1명을 두었는데, 윤창세의 사위인 은진송씨 송희조(宋熙祚)는 송시열의 5촌 당숙이 된다. 또, 윤창세의 아들 윤전의 딸이 사촌 형 송시형(宋時瑩)과 결혼한다. 송시열의 사촌 형수는 윤선거의 사촌 누이가 되고, 송시열의 당숙모는 윤선거의 고모였다.
팔송 윤황(尹煌)은 윤문거(尹文擧)와 윤선거 형제를 두는데, 윤문거의 아들 윤박(尹搏)이 송시열의 딸과 결혼하였다. 윤선거의 손자이자 윤증의 아들 윤행교(尹行敎)는 다시 은진송씨 송기후(宋基厚)의 딸과 결혼하는데, 송기후는 송시열의 5촌 조카이자, 사촌동생 송시염(宋時琰)의 아들이다.

### 여성 교육
유교적 이념사회에서 남자는 하늘이고 여자는 땅, 남자(남편)를 여자(아내)의 상위에 두었고, 부부관계도 군신관계, 주종관계와 같은 수직적인 관계로 해석했다. 따라서 여성들에 대한 차별이 정당화되었다.
그러나 송시열은 여성들에게도 인간답게 살게 해야 되고, 인간답게 살려면 자기의 몫을 다해야 되며, 예의와 염치와 도리를 알 의무가 있다고 생각했다.
그에 따라 우암은 여성들에게도 같이 문자(천자문)를 가르치고, 효와 충과 신의를 강조하였으며, 사자소학에서부터 사서 육경을 가르쳤다. 배움이 짧아서 혹은 오래 한학을 교육받지 못하여 한문의 어려운 뜻을 해석하지 못하는 여성들을 배려한 그는 사서 육경을 한글로 번역하여 책을 만들어 여성들에게 가르치기도 했다.
1671년 송시열이 맏 손자 며느리인 박씨에게 써 준 글과 시집간 딸에게 한글로 손수 지어준 계녀서를 보냈고, 출가녀들에게도 여성으로서 지켜야 될 의무를 서신과 서책 등으로 손수 써서 보냈다.
부부관계조차 군신관계, 상하, 주종관계로 해석하여 여성들을 일종의 불완전한 존재로 해석하던 사회에서 세인들은 여성에게 교육을 시키는 것을 부정적으로 봤으나, 여성 인권을 생각하던 그의 앞에서는 한마디 언급조차 하지 못했다.

### 정조의 각별한 존경심

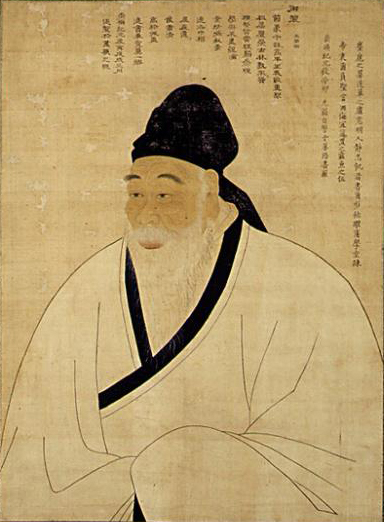
송시열 영정
(왼쪽 상단이 송시열의 친필 '자신을 경계하는 글'이고, 중앙 상단이 정조의 친필 어필이다.

정조는 평소 우암 송시열을 존경하여 그의 영정에다가 친히 어제시를 남겼다. 이는 송시열 생전인 1683년에 작성된 영정들 중 송시열 자신이 자신 스스로를 경계하는 사자성어를 쓴 영정의 중앙부 상단에 친필로 기입하였다. 즉위 후 정조는 송시열을 송자(宋子), 송부자(宋夫子)라 하여 국가의 스승으로 추대하고 송시열의 문집과 자료를 모아 국가적 차원에서 송자대전으로 간행하였다.
| “ | 송부자(宋夫子 우암 송시열) - 정조대왕 御製시 큰 인물은 하늘이 낸다 하였다. 대성 공자를 하늘이 내리시었고 그 뒤를 이을 주자도 하늘이 내셨다는 것이요 주자의 학문을 송자가 이었으니 송자도 또한 하늘이 내셨다는 것이다. 그러므로 주자가 아니면 공자의 도를 전할 수 없었고 또한 송자가 아니면 주자의 도가 이 땅에 있을 수 없었을 것이다. 아! 그렇다면 공부자와 주부자와 송부자의 도는 천지사이에 날과 씨와 같고 우주의 기둥과 대들보처럼 우뚝하니 이 세 어른 중에서 한분만 안 계셔도 아니 된다는 것이다. 지금의 시대는 홍수가 범람하여 산허리를 싸돌고 언덕에 오르는 급박하고 질서 없는 시대에 처했으니 어찌 분주히 노력하여 세 부자의 도학을 취하지 않겠는가? | ” |

후에 정조가 송시열을 추모하며 지은 어제시 한수가 전한다. 이 시에서 정조는 송시열이 아니면 주자와 공자를 알 수 없다고 표현하여 송시열이 아니고서는 바른 학문을 알 수 없다고 평하기도 했다.

## 저서와 작품

### 저서
- 《우암집(尤庵集)》
- 《우암선생후집(尤菴先生後集)》
- 《우암유고(尤菴遺稿)》
- 《주자대전잡억》
- 《송서습유(宋書拾遺)》
- 《송서속습유(宋書續拾遺)》
- 《주자대전차의(朱子大全箚疑)》
- 《정서분류(程書分類)》
- 《주자어류소분(朱子語類小分)》
- 《논맹문의통고(論孟問義通攷)》
- 《심경석의(心經釋義)》
- 《삼방촬요(三方撮要)》
- 《삼학사전(三學士傳)》
- 《송자대전(宋子大全)》 : 송시열 저서 모음집, 사후 편찬

### 작품
- 《장릉지문(長陵誌文)》
- 《영릉지문(寧陵誌文)》
- 《송준길묘지명》
- 《사계선생행장(沙溪先生行狀)》

## 가족 관계
부인은 한산이씨(韓山李氏)로 목은(牧隱) 이색(李穡)의 후손인 도사(都事) 이덕사(李德泗)의 딸이다. 사촌 형인 송시형의 아들 송기태를 양자로 삼았다.송기태는 당시 슬하에 자녀 다섯이다. 우암의 할머니 이씨는 광주이씨 숭덕제 병조판서 이윤경(李潤敬)의 여식으로 동고 이준경(영의정)은 친제이다.
- 증조부 : 송구수(宋龜壽)
  - 조부 : 송응기(宋應期)
  - 조모 : 이씨(李氏)
    - 백부 : 송방조(宋邦祚)
    - 아버지 : 사옹원 주부 증 의정부 영의정 송갑조(宋甲祚, 호는 수옹(睡翁), 1573년 - 1628년 4월).
    - 어머니 : 증 정경부인 선산 곽씨. (善山郭氏, 봉사 곽자방(郭自防)의 딸, ? - 1655년 3월)
      - 형님 : 송시희(宋時熹, 1601년 - 1627년 3월)
      - 형수 : 김씨, 김성진(金聲振)의 딸
      - 형님 : 송시묵(宋時默, 1605년 - 1672년 현감(縣監) 역임)
      - 형수 : 이씨, 이시생(李蓍生)의 딸
      - 동생 : 송시도(宋時燾, 1613년 - 1689년 현감(縣監) 역임)
      - 제수 : 이씨, 이복익(李復益)의 딸
      - 동생 : 송시걸(宋時杰, 1619년 - ? 선공감감역(監役)역임)
      - 제수 : 권씨(權氏)
      - 누이 : 송씨(宋氏, 1608년), 윤섬(尹爓)에게 출가
      - 누이 : 송씨(宋氏, 1614년), 이경(李憬)에게 출가
      - 부인 : 정경부인 한산 이씨(韓山李氏, ? - , 1677년 3월, 도사 이덕사(李德泗)의 딸, 문정공 목은 이색의 후손)
        - 장남 : 송순(宋純)
        - 차남 : 송회(宋懷)
        - 삼남 : 송석(宋惜)
        - 장녀 : 안동권씨 현감 권유(權愈)에게 출가
        - 차녀 : 파평윤씨 윤선거의 조카 사인 윤단(尹摶)에게 출가
        - 양자 : 송기태(宋基泰, 1629 ~ 1711). - 생부 송시형(宋時瑩)
        - 자부 : 증 정부인 전주 이씨. (덕흥대원군의 후손 도정궁 이정한[34]의 딸) 증 정부인 문화 류씨. (1644~1664. 전력부위 류신오(柳愼吾)의 딸이자 판관 류준(柳浚)의 손녀)
          - 손자 : 송은석(宋殷錫)

## 김종서 가문과의 관계
송준길의 7대조이며 송시열의 8대조 계사(繼祀)는 판관을 지냈으며 김종서의 동생 김종흥(金宗興)의 딸과 혼인했다. 순천 김씨는 김종서의 후손들이 난을 피해 공주에 숨어 있던 집안이다. 순천 김씨와의 사이에 두 아들 요년(遙年)과 순년(順年)을 두었다. 계사의 자손으로 동춘당 송준길과 우암 송시열이 요년과 순년 형제에서 갈라진다. 요년의 5대손이 송준길이다. 그리고 순년의 6대손이 송시열이다.

## 기타
그는 송준길과 함께 성리학의 일가를 이루었다. 보통 송시열의 제자가 후에 나은 가르침을 받으러 송준길을 찾아가기도 했고, 송준길의 제자가 후에 송시열을 찾아가서 사사하는 일도 있었다. 후에 석곡봉사를 올려 송시열을 변호한 송상민 역시 송준길과 송시열의 제자였다.
예송 이후 송시열은 윤휴를 적휴(賊鑴), 참적(斬賊), 허목을 독물(毒物), 독극물, 흉목(凶穆)이라고 불렀다. 이는 송시열의 수제자인 권상하에게도 계승되어, 권상하는 윤휴를 지칭할 때마다 항상 적휴, 참적, 허목을 지칭할 때는 독물, 독극물, 흉목이라 불렀다. 또 공문서와 다른사람의 묘지명, 묘갈명, 신도비문 등에서도 이와 같이 적시하였다.
송시열은 포은 정몽주를 존경했으며 정도전에 대한 평은 좋지 않았는데 정도전은 원래 조선시대 내내 부정적인 평가를 받아왔다. 이는 역사적으로 평가받지 못한 많은 사람들을 복권시켜 역사를 바로세운 송시열이 정도전 개인이나 그의 사상을 자의적으로 부정한 것은 아니었다. 
도덕적 이상국가를 위해 개인의 이익을 추구하지 않는 것이 선비의 기본 덕목임에도 불구하고 정도전 자신이 왕위계승에 깊이 관여하다가 이방원에 의해 제거되었기 때문에 조선왕조 내내 군신 모두가 부정적인 평가를 거두지 않은 것이다. 대원군에 의해 정치적인 이유로 복권된 정도전에 대해 현대적인 측면에서 재조명되고 있는 것도 사실이나 당시에는 정도전에 대한 평가는 박할 수 밖에 없었던게 현실이었다.
송시열의 문하 사람인 김종수가 세손 시절 정조의 스승으로 그를 지도하였고, 노론의 당론에 저항하여 세손을 보호한 바 있다.

### 공물변통
공물변통에 대한 논의는 크게 대동법과 공안개정 두가지로 나누어 살펴볼 수 있다.
효종때에 일어난 김육의 대동법 주청은 결국 호서대동법으로 피어나고, 이것이 퍼져 호남의 연해까지 퍼지게 된다.
하지만 김육이 주청한 대동법에 반대한 인물이 없지않았다. 그 중에서도 김집이 대표적인 인물이라 할 수 있다. 김육과 김집이 서로 다른 정치적 견해 차이로 인하여 결국 김집은 정계에서 나오는 일이 벌어진다. 이 때 제자였던 송시열 역시 함께 나오게 된다.
김집이 누구인가, 당시 산림의 대표였던 사람이다. 산림의 수장이었던 김집이 반대하는데, 이것이 산림 전체의 뜻이었을까?
상이 이르기를, “호서의 대동법은 백성들이 어떻게 생각하고 있던가?” 하니 송시열이 아뢰기를, “편리하게 여기는 사람이 많으니, 좋은 법이라고 하겠습니다.” 하였다.— 효종 9년 무술(1658) 7월 12일

호남대동법이 연해에 한정되어 실시하게 되었을 때, 나눈말이다. 송시열은 대동법에 대해 상당히 긍정적인 평가로 보고 있다. 또한
신:잠곡(潛谷:김육)이 대동법(大同法)을 만든 일은 잘했다고 말할 수 있는데, 신독재(김집)가 이론(異論)을 제기하고 국정(國政)에서 떠난 이유는 무엇입니까. 선생(송시열):이 점은 신독재(김집)가 당초에 대동법이 어떤 것인가를 알지 못해서 그렇게 된 것이다.— 송자대전 부록 권17, 어록; 최신록(崔愼錄) 上, 30

제자인 최신과의 대화를 기록한 것인데, 김집이 대동법을 몰라서 정계에서 물러났다고 말하고 있다. 송시열의 대동법에 관한 관심은 현종 즉위년에 호남산군에 대동법을 실시할 것을 올리는 상소에서도 찾아볼 수 있다. 이보다 2일 앞선 3일에 당시 호조 판서였던 이시방이 찾아와 협의를 하고 간 결과였다.
송시열의 공물변통은 대동법에 대한 관심에서만 끝나는 것이 아니다. 현종이 즉위한 이후로는 공안개정에 대한 일을 시작한다. 목적은 방납의 폐단을 잡기 위해 공안개정을 주장한 것이다. 그러나 그의 노력은 결국 결실을 맺지 못하고 현종 후반에 이르면 현실성 또한 사라져 개혁론으로 받아들여지지 못한다.
공안개정에는 허적의 반대가 있었는데, 이 둘의 견해의 차이는 공물가에 대한 이해가 달랐다는 점에서 시작한다. 허적은 송시열이 도라지와 산삼의 공물가를 줄이고 생강의 공물가 마저 줄이려는 것에 지적했다. 허적 자신도 도라지나 산삼의 공물가를 줄이는 것에 반대하지 않지만 경각사(京各司) 공물들을 줄이는 것은 잘못이라 말했다. 공안에 규정된 물품의 공물가는 높으나 공물방을 경영하는 공물주인들을 보존하려면 어쩔 수 없는 것이 그 이유였다. 
이에 대해 송시열 역시 경각사의 공물을 줄이려는 것이 아니라 심한 것을 줄이려하는 것이라 하여, 전면적인 공안개정이 아니기에 공물주인들이 피해 입는 것에 문제 없을 것이라 하였다. 더하여 송시열은 공물주인들의 이익을 보장해야 하는가에 대한 의문을 제기하는데, 이는 송시열과 허적의 공물가의 내용과 공물주인들의 역할을 각자 다르게 생각했기 때문이다. 송시열은 공물주인들이 공물가를 높이기도하고, 공물주인들이 횡령을 하고 있다 보았으며, 허적의 경우 공물가를 순수한 공물의 가격만 아니라 인건비나 각사의 운영비가 더해진 값으로 판단하고 있었다. 당시 각사는 운영비와 노동력에 대한 예산을 조정에서 지원받지 못하고 있었기 때문이다. 두 사람의 견해의 차이는 송시열이 관직생활 경험이 많지 않다는 것과, 허적이 관직생활 중 오랜 시간을 재정쪽에서 보냈다는 점에서 존재한다.

## 허목과의 비교
송시열은 조광조와 율곡 이이의 학풍을 계승한 김장생의 제자였다. 그러므로 송시열은 기호학파의 학풍을 충실히 따르고 있었다. 따라서 사전적 이론보다는 실천적 수양에 더 역점을 뒀으며, 정통 주자 성리학의 입장에서 통치자의 덕성 확립을 강조했다. 더구나 예는 유교정치에 있어서 교화의 수단일 뿐만 아니라 정치의 명분을 밝히는 것이므로 왕과 일반 사대부를 막론하고 평등하게 적용해야 한다고 믿었다.
허목은 퇴계 이황의 학문을 이어 받아 영남학파의 학풍을 계승했다. 더불어 그는 도가와 장자사상까지 섭렵해 송시열과는 다른 학문적 체계를 세웠다. 허목은 이러한 자신의 도덕적 이념을 왕권강화를 통해 실현하려고 했다. 따라서 예를 적용하는 것도 왕과 일반 사대부를 구별하였다. 허목에 의하면  왕에게 절대적 권력을 부여해 왕권을 강화시켜 요순시대와 같은 성군정치를 실현시켜야 한다는 입장이었다. 이처럼 허목은 송시열과 같은 예치의 이념을 가졌지만, 그 방법을 다르게 본 것이인데 허목의 방식은 허황된 이상론에 불과했으며 허울 좋아 보이는 절대왕권에 의한 예치는 자칫 왕에 대한 아첨으로만 시작해서 끝나는 부작용을 낳을 수 있으면서도 왕의 눈치만 보다가 나라가 망하기 딱 좋은 통치 구조였기 때문이다. 

## 영정, 초상화

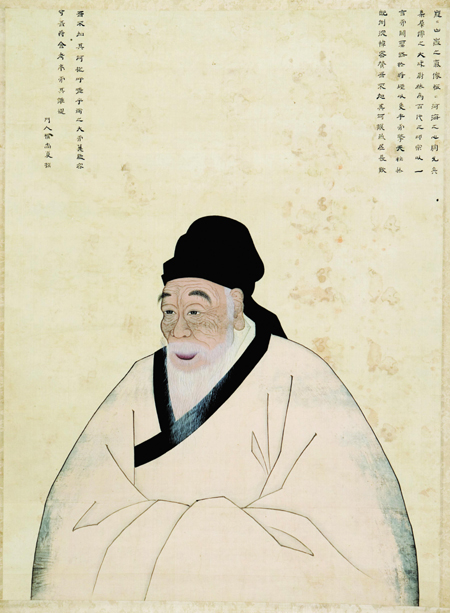
1689년 사사 직전 제자 김창업이 그린 초상화

1683년에 제작된 입상 영정과 좌상 영정 2개 본, 1680년경에 그려진 영정, 제주도 유배지에서 육지에 올라왔을 무렵 그려진 김창업이 친히 베껴 그린 영정 등이 전한다. 이중 1683년에 그려진 영정 1본은 국보로 지정되었다.

## 후손
- 손자 주석(疇錫)은 숙종9년 문과에 급제해서 벼슬이 교리에 이르렀고 저술에는 향동문답(香洞問答) 구화사실(構華事實) 북관곡(北關曲) 등이 있다
- 경술국치에 반대하여 순종 황제에게 유언 상소를 올리고 자결한 독립운동가 겸 유학자 송병선은 송시열의 9대손이다.

## 관련 문화재
- 영동 한천정사 - 충청북도 문화재자료 제28호
- 청주 신항서원 묘정비 - 충청북도 유형문화재 제350호

## 송시열을 연기한 배우들
- 김무생 - 1976년 《사미인곡》, MBC 텔레비전 드라마
- 홍계일 - 1988년 《인현왕후》, MBC 텔레비전 드라마
- 이대로 - 1995년 《장희빈》, SBS 텔레비전 드라마
- 이순재 - 2003년 《장희빈》, KBS 텔레비전 드라마
- 이대로 - 2007년 《HDTV 문학관 - 서러워라 잊혀진다는 것은》, KBS1 텔레비전 드라마

## 같이 보기
- 노론
- 예송 논쟁
- 북벌론
- 경신환국
- 기사환국
- 갑술환국
- 남간정사
- 송자고택

### 종묘·문묘배향 6현
- 이언적
- 이황
- 이이
- 김집
- 송시열
- 박세채

## 관련 서적
- 김선주, 《송자소전》 (김&정, 2005)
- 송자대전(전8권) (편집부 편 지음, 보경문화사, 1985)
- 이덕일, 《당쟁으로 보는 조선역사》 (석필, 1997)
- 이덕일, 《송시열과 그들의 나라》 (김영사, 2000)
- 호사카 유지, 《조선 선비와 일본 사무라이》 (김영사, 2007)
- 송시열 이인상 저, 《빈 방에 달빛 들면:조선 선비 아내 잃고 애통한 심사를 적다》 (유미림 강여진 하승연 역, 학고재, 2005)
- 이정철, 《대동법, 조선 최고의 개혁》 (역사비평사, 2010)
- EBS 5분 사탐 한국사-20강 붕당정치에 중심에 서다, 송시열
- EBS 이야기 한국사 제 11강~12강 최고의 강심장 숙종(1,2)

## 참고 자료
- 한국역대인물 종합정보 시스템-송시열
- 송시열-네이버 사전
- 우암 정신을 계승 발전시켜야[깨진 링크(과거 내용 찾기)]
- [종가기행 54] 恩津 宋氏 尤菴 宋時烈 (은진 송씨 우암 송시열), 《주간한국》.
- 옛것을 돌아보고 우암 송시열 선생에게 배운다 - 오마이뉴스
- 우암 송시열 선생 탄신 400주년 숭모제, 《뉴시스통신사》.
- 충북대 우암 연구 거점대학 부상 조선일보 2007.09.30
- 이 문서에는 다음커뮤니케이션(현 카카오)에서 GFDL 또는 CC-SA 라이선스로 배포한 글로벌 세계대백과사전의 "양반관료의 재분열" 항목을 기초로 작성된 글이 포함되어 있습니다.